# Regno di Baviera
Il Regno di Baviera (tedesco: Königreich Bayern, in bavarese: Kinereich Bayern; scritto Baiern fino al 1825, cambiato dal re Ludovico I) fu uno stato tedesco che succedette all'ex Elettorato di Baviera nel 1806 e si estinse nel 1918. Con l'unificazione della Germania e la successiva creazione dell'Impero tedesco nel 1871, il regno bavarese divenne uno stato federato del nuovo stato imperiale e fu secondo per dimensioni, potenza e ricchezza solo allo stato principale, il Regno di Prussia . La fondazione del regno risale all'ascesa al trono dell'elettore Massimiliano IV Giuseppe di Wittelsbach a re di Baviera nel 1806. La corona rimase in mano ai Wittelsbach fino alla caduta nel 1918, quando la Germania perdette la Prima guerra mondiale e le varie monarchie tedesche caddero. Gran parte del confine dell'attuale Stato Libero di Baviera, in Germania, fu stabilito dopo il 1814 con il Trattato di Parigi, con il quale la Baviera cedette il Tirolo e il Vorarlberg all'Impero austriaco, ricevendo Aschaffenburg e Würzburg.

## Storia

### Fondazione

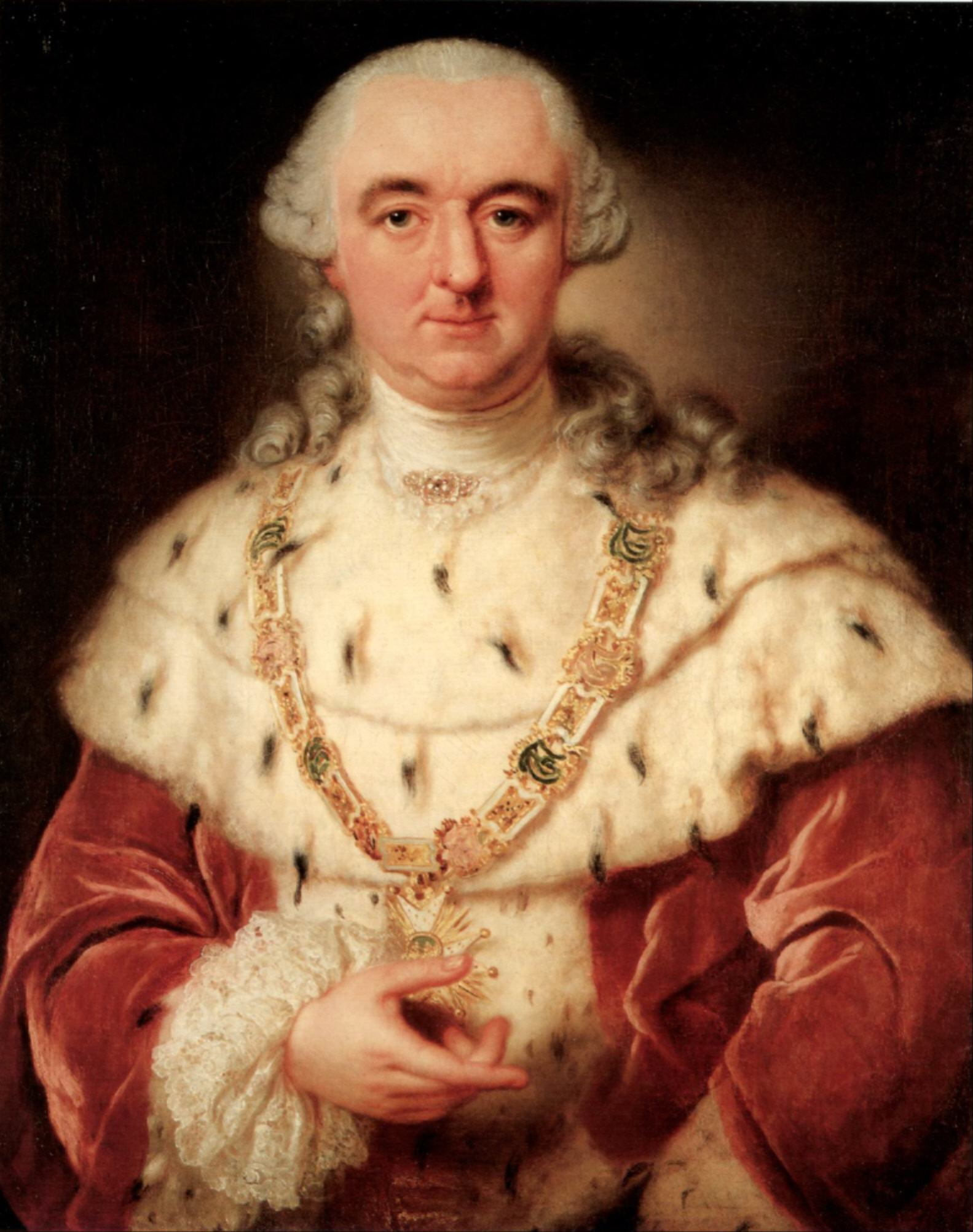
Carlo Teodoro di Baviera, ritratto da Anna Dorothea Therbusch, nel 1763.

Il 30 dicembre 1777, la linea bavarese del Casato Wittelsbach si estinse con la morte di Massimiliano III di Baviera, e di conseguenza l'Elettorato bavarese passò a Carlo Teodoro, elettore palatino e membro di un ramo secondario della casa reale di Baviera. Dopo una separazione di quattro secoli e mezzo, il Palatinato Elettorale, a cui erano stati aggiunti i ducati di Jülich e Berg, fu così riunito alla Baviera. Nel 1793, l'Esercito rivoluzionario francese invase il paese; nel 1795, i francesi, al comando del generale Moreau, invasero la Baviera stessa, avanzando fino a Monaco, dove furono accolti con gioia dai liberali a lungo repressi, ed assediando Ingolstadt. Carlo Teodoro, che non aveva fatto nulla per impedire la guerra o per resistere all'invasione, fuggì in Sassonia, lasciando un consiglio di reggenza, i cui membri firmarono una convenzione con Moreau, con la quale garantiva un armistizio in cambio di un pesante contributo, siglato il 7 settembre 1796. La Baviera si trovava ora in una situazione difficile, trovandosi tra francesi e austriaci. Prima della morte dell'elettore Carlo Teodoro, deceduto il 16 febbraio 1799, gli austriaci avevano nuovamente occupato il paese, in preparazione alla ripresa della guerra con la Francia . Con la morte del principe elettore Carlo Teodoro, Massimiliano Giuseppe del Palatinato-Birkenfeld-Zweibrücken, asceso come Massimiliano IV Giuseppe, si ritrovò con un'eredità difficile; al tempo, lo stato bavarese era la terza nazione più grande del Sacro Romano Impero. Il nuovo elettore trovò l'esercito bavarese in condizioni disastrose: quasi nessuno dei reggimenti era minimamente vicino al completo esercito, il livello di addestramento delle truppe era scarso e le uniformi Rumford erano impopolari e poco pratiche. I circa 17.000 soldati bavaresi, generalmente considerati di scarsa utilità, erano sparsi per il paese e integrati nelle unità austriache. Il nuovo sovrano, che aveva prestato servizio sotto l'Ancien Régime in Francia, fece della ricostruzione dell'esercito una propria priorità . Sebbene le simpatie dell'elettore e quelle del suo primo ministro, Maximilian von Montgelas, fossero, semmai, più francesi che austriache, lo stato delle finanze bavaresi e le precarie condizioni dell'esercito bavarese costrinsero la Baviera a schierarsi a fianco dell'Austria. Il 2 dicembre 1800 l'esercito bavarese e quello austriaco furono coinvolti in una sconfitta a Hohenlinden, di conseguenza il generale Moreau occupò nuovamente la capitale bavarese. Con il trattato di Lunéville (9 febbraio 1801), la Baviera dovette cedere il Palatinato e i ducati di Zweibrücken e Jülich. Di fronte alle ambizioni e agli intrighi appena dissimulati della corte austriaca, Montgelas credeva ora che gli interessi della Baviera dovessero spostarsi verso la Francia, guidata da Napoleone Bonaparte.

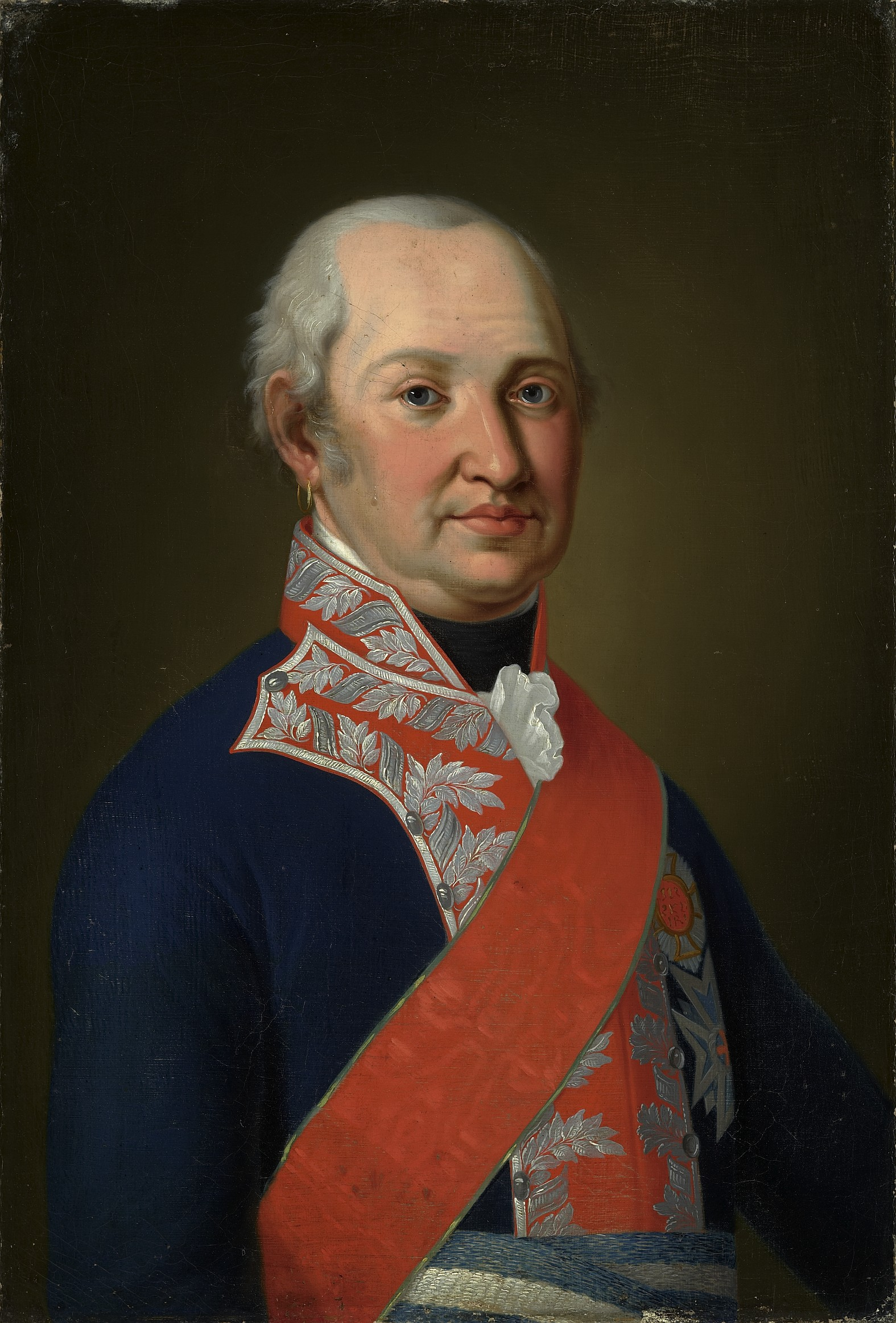
Massimiliano IV Giuseppe di Baviera.

Mappa del Regno di Baviera nel 1815.

Mappa del Regno di Baviera nel 1812.

La pace di Presburgo del 1805 permise a Massimiliano di elevare la Baviera al rango di regno; di conseguenza, il 1° gennaio 1806 Massimiliano si autoproclamò re con il nome di Massimiliano I. Il nuovo sovrano continuò a svolgere la funzione di elettore fino alla secessione della Baviera dal Sacro Romano Impero, avvenuta il 1° agosto 1806, unendosi alla Confederazione del Reno, stato controllato dal Primo impero francese. Il Ducato di Berg fu ceduto a Napoleone solo nel 1806, che venne poi ceduto al cognato dell'imperatore, Gioacchino Murat. Nel gennaio 1806, la primogenito di re Massimiliano, Augusta di Baviera, sposò Eugenio di Beauharnais, figlio dell'imperatrice Giuseppina e adottivo di Napoleone . Il nuovo Regno di Baviera dovette affrontare delle sfide fin dall'inizio della sua creazione, potendo contare sul sostegno della Francia napoleonica. Il regno fu costretto a fornire coscritti al sovrano francese per la guerra d'indipendenza spagnola, affrontò la guerra con l'Austria nel 1809 e dal 1810 al 1814 perse territori a favore del Württemberg e dell'Italia. Nel 1808 vennero aboliti tutti i residui della servitù della gleba . Successivamente però la Baviera si allontanò dall'alleanza con la Francia e infatti l'8 ottobre 1813, appena 10 giorni prima della battaglia di Lipsia, Massimiliano I Giuseppe rinunciò alla sua collaborazione con Napoleone attraverso il trattato di Ried e si alleò con l'Austria nella Guerra della sesta coalizione. Insieme a Montgelas e al principe ereditario, Ludovico, il generale Carl Philipp von Wrede fu una forza trainante della defezione dalla Francia, che era già stata concretamente avviata nel marzo 1813. Durante un soggiorno di re Max Joseph e del ministro Montgelas presso il quartier generale alleato a Magonza a metà novembre, il trattato fu ratificato da Austria, Russia e Prussia. Ci fu di conseguenza un riavvicinamento tra le monarchie di Baviera e d'Austria, ad opera soprattutto del cancelliere austriaco Metternich; in merito a ciò, il re disse: 
Con il trattato di Parigi del 3 giugno 1814, la Baviera restituì il Tirolo all'Austria in cambio dell'ex Granducato di Würzburg. Al Congresso di Vienna, a cui partecipò personalmente, re Massimiliano di Baviera dovette fare ulteriori concessioni all'Impero asburgico. Il monarca lottò duramente per mantenere la vicinanza dei territori bavaresi, come garantito a Ried, ma il massimo che poté ottenere fu una garanzia da Metternich sulla questione di una possibile successione al trono del Granducato di Baden, nella quale fu poi destinato a rimanere deluso . A Vienna, Massimiliano si oppose fermamente a qualsiasi ricostituzione della Germania che potesse mettere in pericolo l'indipendenza della Baviera, e fu la sua insistenza sul principio della piena sovranità lasciata ai principi regnanti tedeschi che contribuì in larga misura all'istituzione della Confederazione tedesca. La Costituzione federale tedesca (8 giugno 1815) del Congresso di Vienna fu proclamata in Baviera non come legge, bensì come trattato internazionale. Fu in parte per assicurarsi il sostegno popolare nella sua resistenza a qualsiasi ingerenza della dieta federale negli affari interni della Baviera, in parte per dare unità ai suoi territori piuttosto eterogenei.

### Costituzione
Il 26 maggio 1818 venne proclamata una nuova costituzione bavarese, che istituì un Parlamento bicamerale. La camera alta (Kammer der Reichsräte, che significa "Camera dei Consiglieri") comprendeva l'aristocrazia e i nobili, tra cui i principi reali, coloro che appartenevano agli uffici della corona, gli arcivescovi e i membri delle case mediatizzate in Baviera. La camera bassa (Camera dei rappresentanti, che significa "Camera dei rappresentanti"), avrebbe incluso i rappresentanti dei proprietari terrieri, delle università, del clero, sia cattolico che protestante, delle città e dei contadini. Senza il consenso di entrambe le Camere, non si poteva approvare alcuna legge né imporre alcuna tassa. I diritti dei protestanti furono tutelati dalla Costituzione con articoli che sostenevano l'uguaglianza di tutte le religioni, nonostante l'opposizione dei sostenitori della Chiesa cattolica romana. La costituzione iniziale si rivelò quasi un disastro per la monarchia, con controversie come quella relativa al giuramento di fedeltà dell'esercito alla nuova costituzione. La monarchia chiese consiglio alla Prussia e all'Austria; le due monarchie si rifiutarono di intervenire a favore della Baviera, ma i disordini si attenuarono e lo stato si stabilizzò con l'ascesa al trono di Ludovico I, dopo la morte di re Massimiliano I di Baviera nel 1825 .

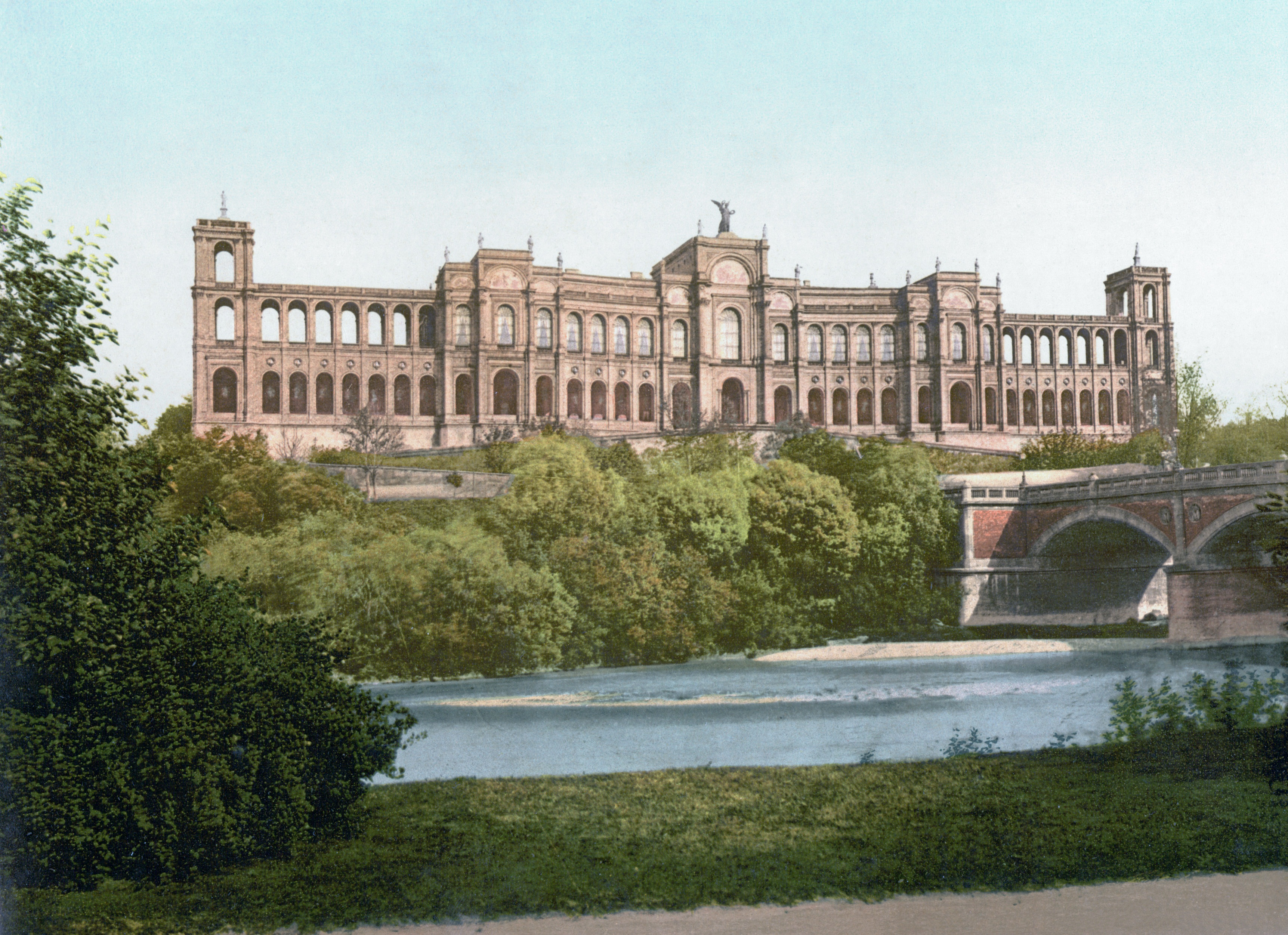
Il Maximilianeum, sede del Parlamento.

All'interno del Regno di Baviera, il Palatinato godeva di una posizione giuridica e amministrativa speciale, poiché il governo bavarese manteneva le conquiste sostanziali del periodo francese. Lo storico tedesco Heiner Haan  descrisse lo status speciale del Palatinato all'interno della Baviera come una relazione tra Hauptstaat (stato principale, ovvero la Baviera) e Nebenstaat (stato secondario, ovvero il Palatinato). Il 24 ottobre 1817 venne firmato un concordato con Roma con il quale i poteri del clero, ampiamente ridotti sotto l'amministrazione di Montgelas, furono ripristinati . Nel gennaio 1817, il principe ereditario Ludwig, che aveva a lungo criticato la politica del padre, rovesciò il ministro Montgelas . Nello stesso anno venne stipulato un concordato con Papa Pio VI, in base al quale vennero create le province ecclesiastiche di Monaco-Frisinga e Bamberga.

### Moneta

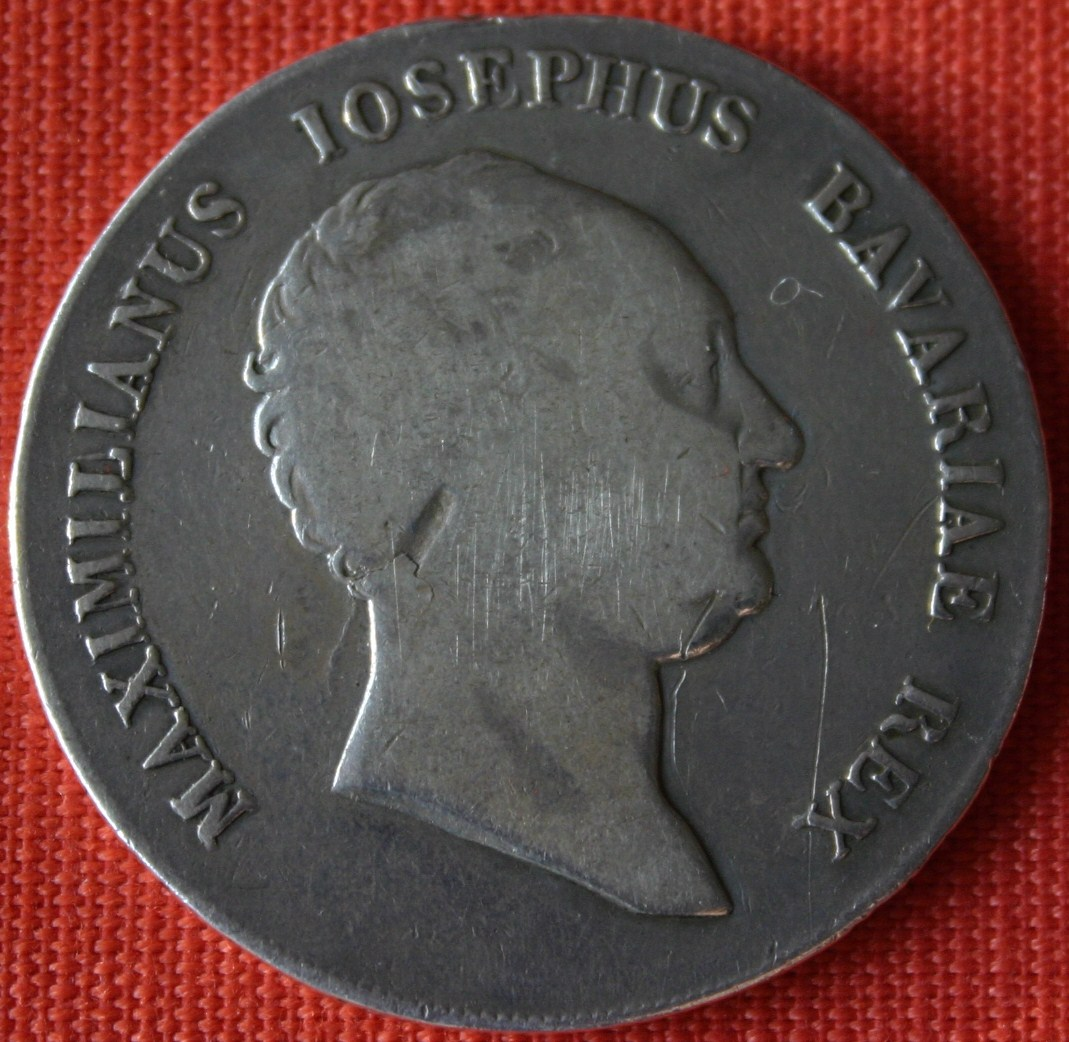
Moneta con effigie di re Massimiliano I.

Con la creazione del nuovo regno bavarese, dal 1806, entrò in vigore l'ordinamento monetario bavarese, che standardizzò il sistema monetario dello stato e pose fine al caos monetario che si era creato sotto il vecchio impero. Le banconote in Baviera apparvero solo 30 anni dopo, difatti fino ad allora si useranno solo le monete. 60 kreuzer valevano un fiorino . Le monete bavaresi venivano coniate a Monaco di Baviera dalla Zecca Reale. Anche i valori più piccoli della moneta bavarese. Le monete da uno e sei centesimi, recavano i ritratti dei re bavaresi. Sul lato opposto era sempre raffigurato lo stemma bavarese con la corona. Nel 1836 alla Bayerische Hypotheken- und Wechsel-Bank (Banca Bavarese per Ipoteche e Cambi) fu concesso il privilegio di emettere banconote bavaresi. Ciò la rese la banca centrale della Baviera. 100.000 fiorini in banconote da 10 fiorini costituirono la base della nuova era dell'economia monetaria nel regno nel 1836. Nonostante lo scetticismo dei politici e dei banchieri bavaresi, queste nuove banconote divennero presto un mezzo di pagamento accettato e popolare. Nel 1839 vennero stampate per la prima volta le banconote bavaresi da 100 fiorini. Dal 4 dicembre 1871, il fiorino bavarese fu sostituito dal nuovo goldmark uniforme in tutto il Secondo Reich .

### Regno di Baviera (1825 - 1914)

#### Ludovico I di Baviera

##### Ascesa al trono

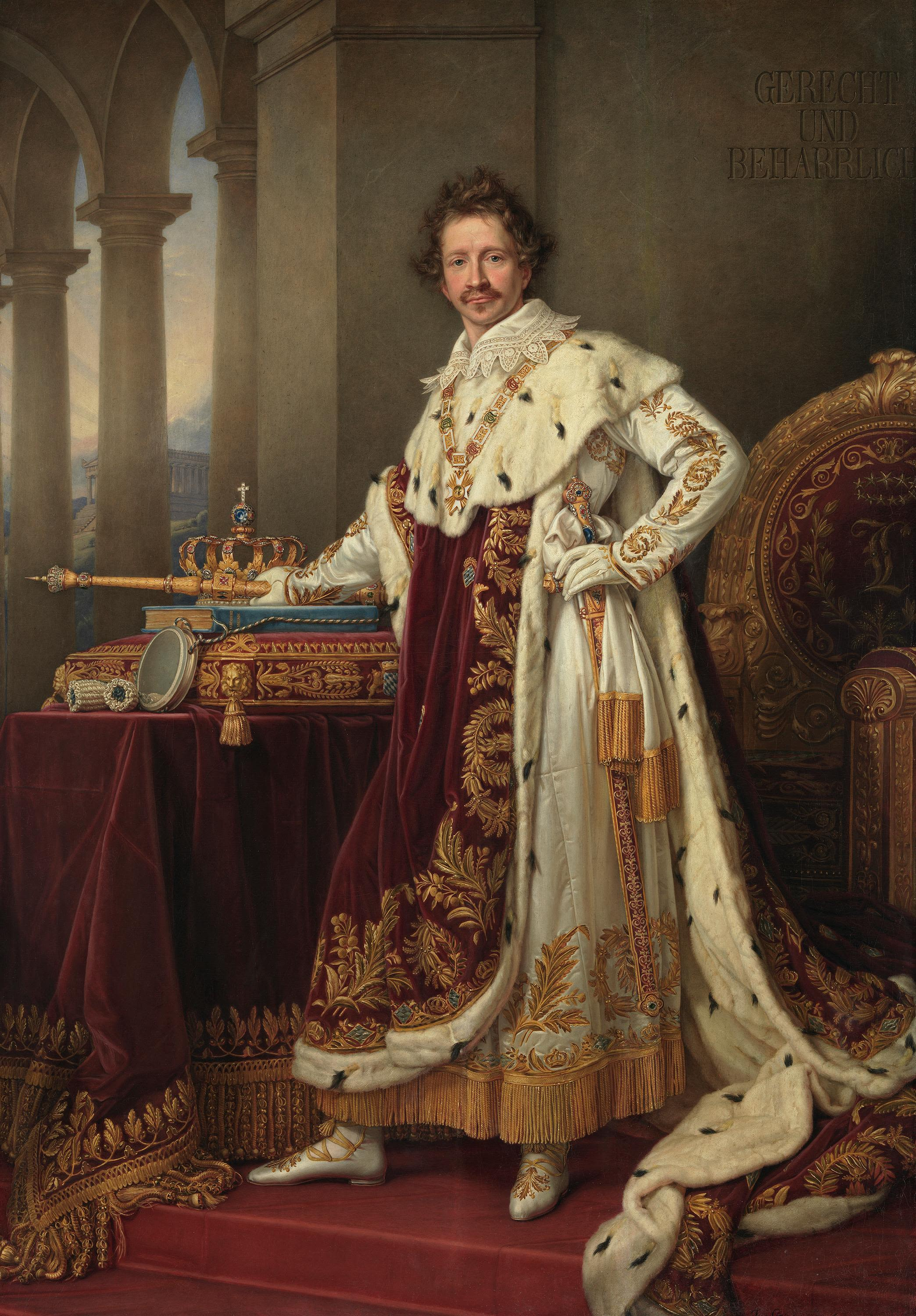
Ludovico I di Baviera, ritratto da Joseph Karl Stieler, nel 1826, Neue Pinakothek.

Nell'estate del 1825, Massimiliano I Giuseppe si indebolì e il 25 ottobre dello stesso anno morì; il primogenito gli succedette come Ludovico I di Baviera. Il rapporto tra padre e figlio non fu privo di tensioni fino alla fine, tuttavia, Ludovico, o Luigi I, era preparato da tempo al suo regno, inoltre la sua ascesa al trono, fu associata a grandi speranze, in parte irrealistiche, in Germania, forse anche perché il nuovo sovrano era noto come tedesco ma liberale . Uno dei primi ordini che Ludovico fece fu quello di cambiare il nome tedesco della Baviera, una volta conosciuta come "Baiern" che divenne poi "Bayern", utilizzando così la lettera "y", che è collegata al pensiero filellenico del monarca. Per promuovere l'integrazione delle aree appena aggiunte al territorio bavarese, nel 1837 cambiò il suo titolo e da allora in poi si definì come "re di Baviera, duca di Franconia, duca di Svevia e conte palatino del Reno" . Tuttavia, i titoli ducali e la carica di conte palatino consistevano in riedizioni di titoli medievali, poiché queste dignità non esistevano né nel moderno diritto costituzionale bavarese né nel diritto federale tedesco, che riconosceva solo il titolo di “re di Baviera”. Tuttavia, tutti avevano una lunga tradizione e nessuno di loro era stato toccato dal decreto della dieta del Sacro Romano Impero del 1803, il Reichsdeputationshauptschluss. Il re collegò consapevolmente questi titoli e li utilizzò come legittimazione del suo governo su tutte le parti del regno . Il titolo di Ludwig può quindi essere inteso anche come espressione della concezione romantica e storicizzante del governo da parte del sovrano . Durante la riforma territoriale avviata da re Ludovico I nel novembre 1837, tutti i distretti statali (come venivano allora chiamati i distretti) vennero rinominati, passando dai nomi dei fiumi a nomi storici; ad esempio, il distretto dell'Isar tornò ad essere noto come Alta Baviera. Già nel 1835 Ludovico o Luigi I aveva decretato un nuovo stemma di Stato che rispecchiava le regioni della Baviera. In questo modo il sovrano accettò anche l'indipendenza regionale, in particolare quella dei Franchi e del Palatinato, cosicché tali cambiamenti si sono conservati fino a oggi.

##### Politica interna ed estera

Stendardo reale del Re di Baviera.

Re Luigi o Ludovico I perseguì una politica moderatamente liberale basata sulla Costituzione del 1818. Un mese e mezzo dopo il suo insediamento, abolì la censura sulla stampa, nel 1826 fece trasferire l'Università Ludwig Maximilian da Landshut a Monaco e, su sua iniziativa, nel 1829, dopo diversi anni di trattative, venne fondata l'Unione doganale della Germania meridionale. Nel 1834 Ludwig aderì alla Zollverein, l'unione doganale tedesca. Tuttavia, molti dei suoi progetti di legge furono respinti a causa della resistenza del parlamento statale, come il suo tentativo di consentire che i titoli nobiliari fossero ereditati solo dal figlio primogenito. Ludovico ristrutturò il bilancio dello Stato e garantì le finanze del regno mediante risparmi in molti settori, tra cui il bilancio militare. A differenza del padre, il re bavarese non dovette intraprendere guerre e non esitò a utilizzare il “denaro per la difesa” (il bilancio della difesa) per finanziare edifici come l’Odeon, provocando però proteste. Tuttavia, sotto il suo governo, venne costruito anche un edificio per ospitare il Ministero della Guerra in Ludwigstrasse. Tuttavia, il progetto edilizio più grande e costoso del suo regno fu la ricostruzione della fortezza a Ingolstadt. Per mantenere mano libera in alcuni ambiti, nel 1834 Ludwig introdusse una lista civile permanente, una voce fissa nel bilancio dello Stato sui cui fondi poteva disporre liberamente. Con il restauro del monastero di Metten nel 1830, a cui seguirono altre 75 nuove fondazioni fino al 1837, Ludwig, che già nel 1814 si era mostrato ben disposto verso la Chiesa, iniziò la sua politica di restaurazione ecclesiastica dopo che la Chiesa aveva perso influenza a causa della dura secolarizzazione sotto suo padre, Massimiliano I Giuseppe . Molto tempo dopo che Salisburgo era passata dalla Baviera all'Austria nel 1816, re Ludovico poté garantire per sempre i vecchi diritti forestali del Regno di Baviera; il 18 marzo 1829 venne stipulata la Convenzione delle saline, con la quale Francesco I d'Asburgo-Lorena concesse allo stato confinante, la Baviera, tra gli altri diritti, anche i diritti sulla foresta: "Le foreste del Saal appartengono alla Baviera per un periodo irrevocabile", afferma il trattato di Stato con l'Austria. Dopo la Rivoluzione di luglio del 1830, scoppiata contro a Parigi contro la monarchia dei Borbone, e la diffusione del movimento rivoluzionario in gran parte d'Europa, la politica di re Ludovico nel periodo Vormärz, clima tedesco che anticipa i moti del 1848, mostrò tendenze sempre più reazionarie. Reintrodusse la censura ed eliminò la libertà di stampa. Il festival di Hambach del 1832 nel Palatinato, presso il Castello di Hambach vicino a Neustadt an der Weinstraße, ebbe origine dall'insoddisfazione della popolazione del Palatinato nei confronti dell'amministrazione bavarese. Il 27 maggio 1832, alla festa di Gaibach in occasione del Giorno della Costituzione, si pronunciarono parole critiche nei confronti del governo di Ludwig. Dopo i disordini seguiti al festival di Hambach, Carl Philipp von Wrede entrò nel distretto bavarese del Reno come comandante in capo di un corpo d'armata bavarese composto da 8.000 uomini. In relazione alle rivolte del maggio 1832 furono avviati 142 processi politici. Il sovrano commutò le sette condanne a morte in lunghe pene detentive. Durante tutto il suo regno si verificarono circa 1000 processi politici. Ludwig intensificò la censura e provocò l'opposizione popolare.

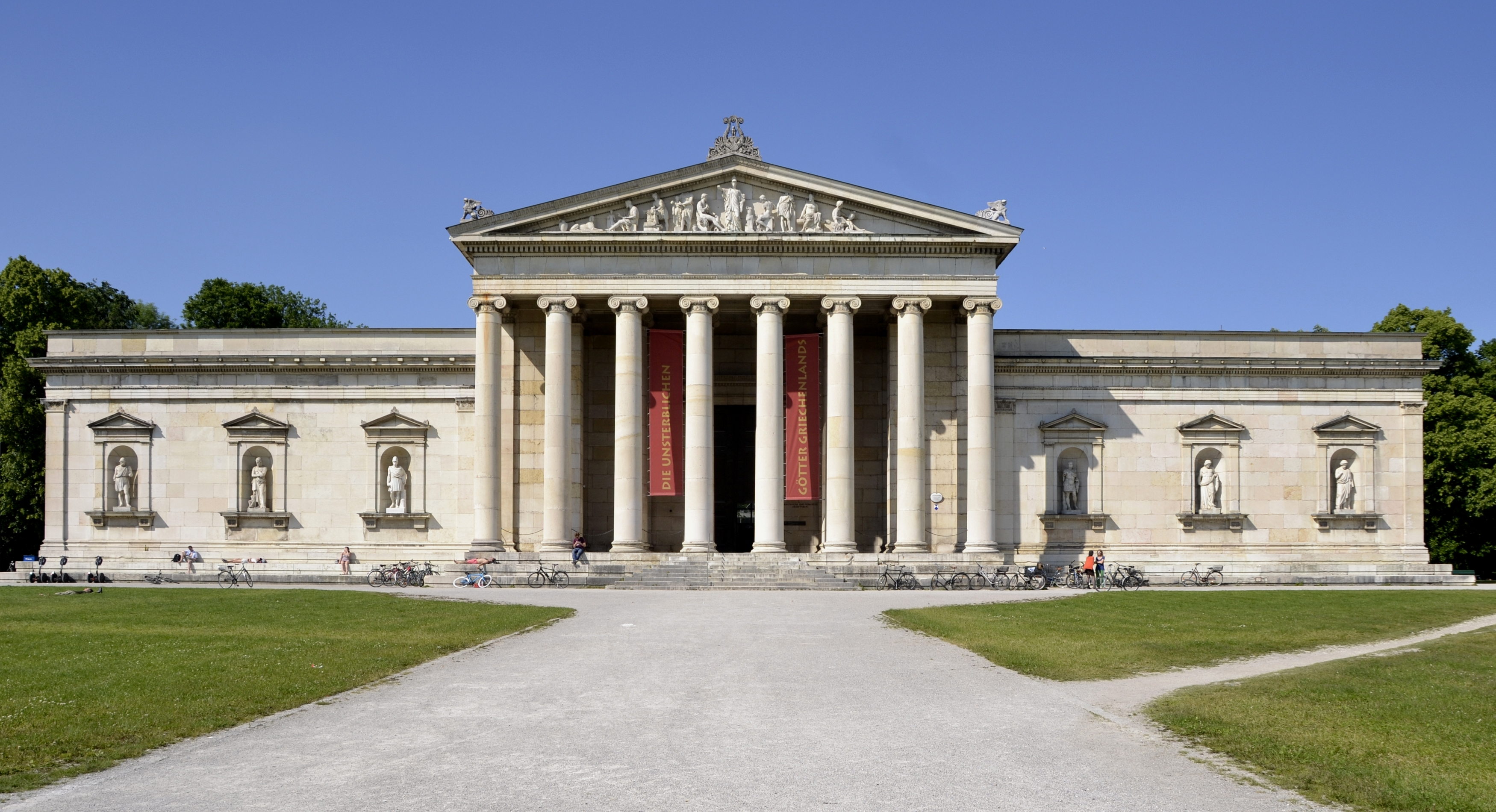
La Gliptoteca di Monaco di Baviera

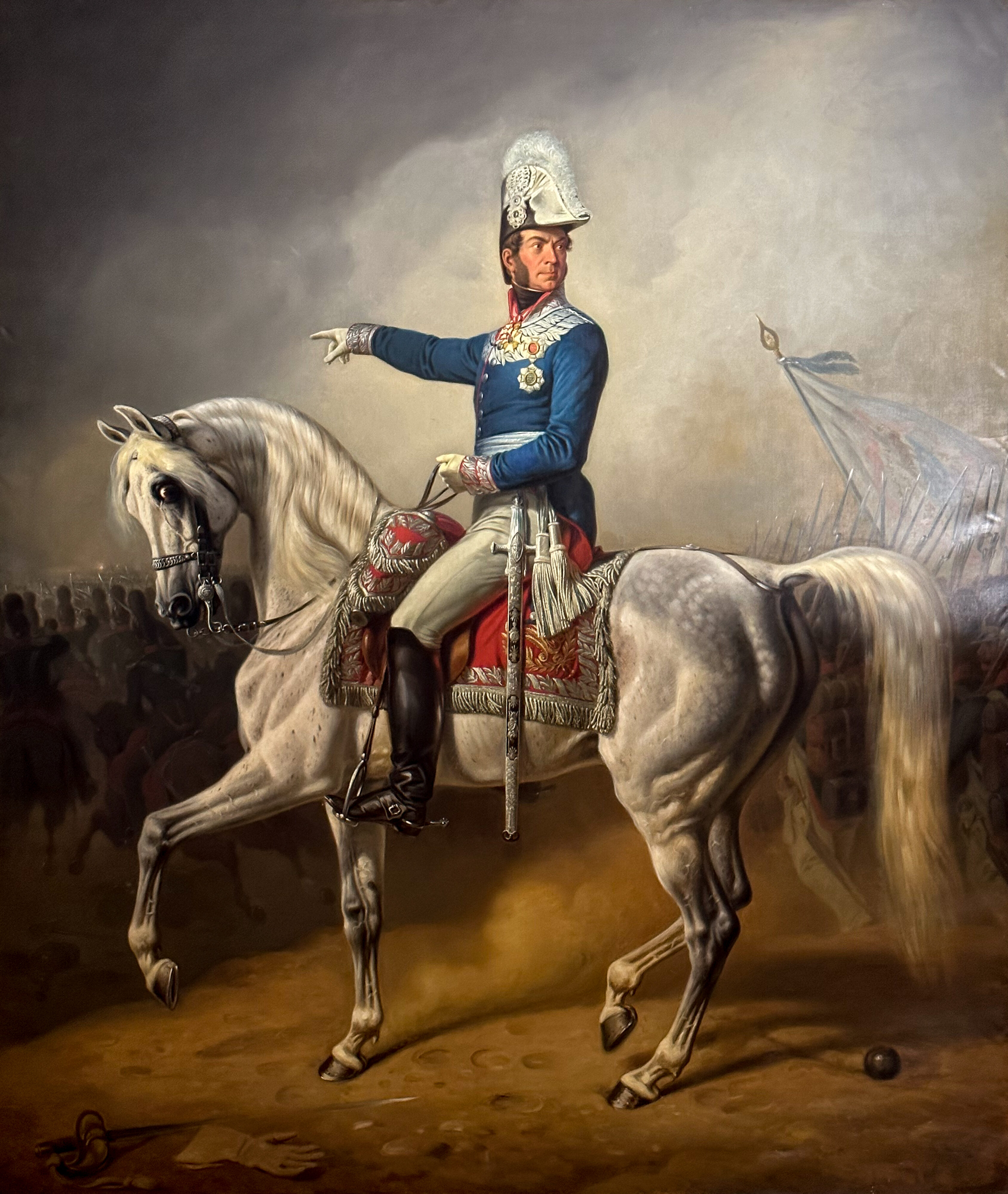
Il generale Carl Philipp von Wrede.

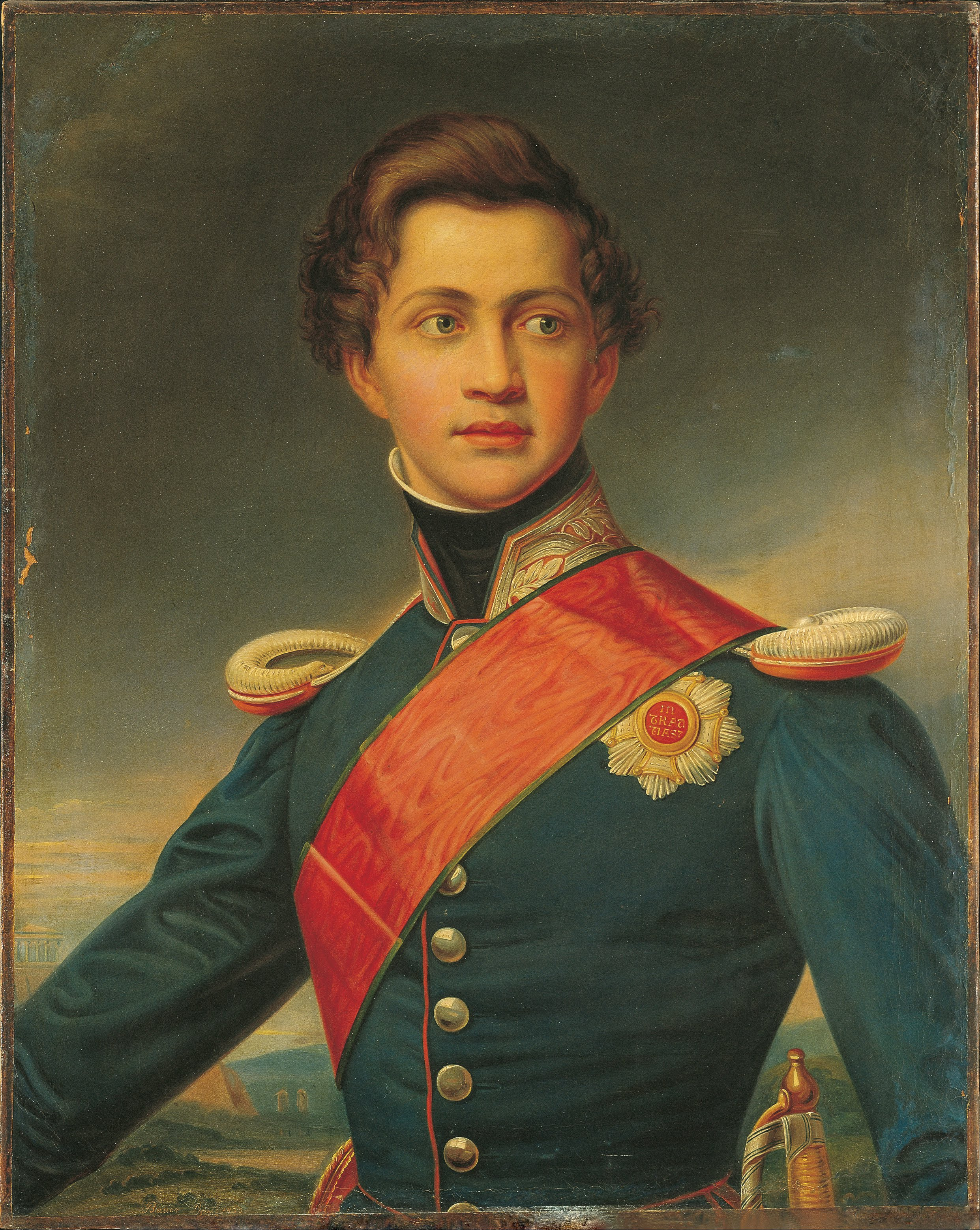
Ritratto del re Ottone di Grecia.

Nel maggio 1832, il secondogenito di Ludovico, il principe Ottone, venne nominato re di Grecia con il nome di Ottone I; il secondo Protocollo di Londra, firmato da re Luigi di Baviera per il figlio Ottone, ancora minorenne, il 7 maggio 1832 e adottato all'unanimità dall'Assemblea nazionale greca l'8 agosto 1832, nominò Ottone sovrano di Grecia. Successivamente, l'amministrazione civile greca fu istituita sotto la guida di funzionari bavaresi e già nel 1833 la Baviera fornì maggiori aiuti militari alla Grecia, affidando al re ellenico il compito di assistere il generale Karl Wilhelm von Heideck. Negli anni successivi, fino al 1837, il giovane Otto dovette chiedere ingenti prestiti al padre per ben tre volte. Successivamente, questi non vennero mai pagati. Il mancato rimborso dei prestiti mise a dura prova le relazioni greco-bavaresi fino alla soluzione negoziata finale del 1881 . Il 14 agosto 1838, nonostante una forte opposizione, Ludwig emanò il “Decreto sulla genuflessione”, che imponeva ai militari di genuflettersi nuovamente davanti al Santissimo Sacramento durante le processioni del Corpus Domini e le funzioni religiose. Questa pratica di inginocchiarsi era stata comune fino al 1803 in Baviera, che all'epoca era ancora quasi interamente cattolica, ma fu poi abolita con l'annessione delle aree protestanti. Nel marzo del 1844 scoppiarono delle rivolte in seguito all'aumento del prezzo del pane e al successivo aumento del prezzo della birra, durante la cosiddetta Rivoluzione della birra di Monaco. I militari chiamati in causa rifiutarono tutti gli ordini di intervenire contro i ribelli, quindi il re dovette arrendersi. Nel 1847 venne istituito in Baviera un Consiglio dei ministri, ma il re Ludovico si riservò la presidenza; in sua assenza, le riunioni erano presiedute dal ministro più anziano, sebbene in genere la posizione di precedenza spettasse al Ministro degli Affari Esteri, dal 1806 denominato Ministro della Casa Reale e degli Affari Esteri. Durante il regno di Ludovico I, la capitale Monaco di Baviera divenne una città d'arte e di nuovi edifici. Ludwig iniziò la sua attività di costruttore quando era ancora principe ereditario e continuò a farlo anche dopo la sua futura abdicazione nel 1848. Tra gli edifici costruiti dal re spiccano la Ludwigskirche, la Feldherrnhalle, la Siegestor, la Biblioteca di Stato, la Königsplatz con la Gliptoteca, le Propyläen, l'Antikensammlung, l'Alte Pinakothek, la Ruhmeshalle, il Walhalla e la Statua della Baviera sul Theresienwiese.

##### Economia

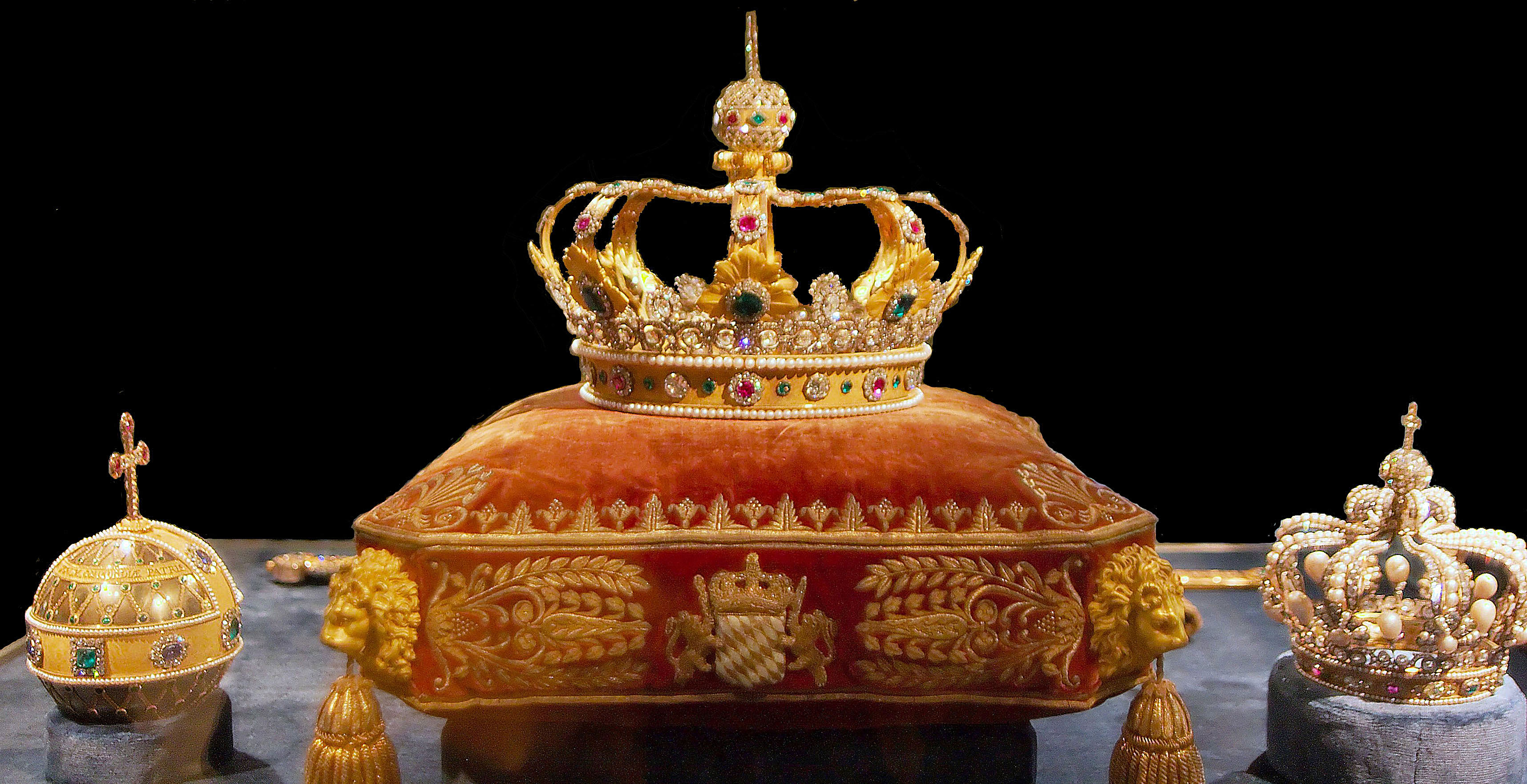
Gioielli della Corona bavarese.

L’economia e la società bavarese rimasero dominate dall’agricoltura per tutto il XIX secolo. Nel 1840 la popolazione rurale rappresentava ancora oltre il 65%, l'industria era limitata ai centri di Augusta e Norimberga, dell'Alta Franconia e della Renania-Palatinato. Lo stesso re Ludwig I aveva grandi riserve sull'industrializzazione del paese . Al centro della sua politica economica c’erano quindi misure di sicurezza e protezione per l’economia interna. Durante il regno di Ludovico I si diffusero per la prima volta anche le esposizioni regionali e nazionali dedicate all'artigianato, all'agricoltura e all'industria. Il sovrano bavarese promosse anche la costruzione delle ferrovie nel regno, iniziata appunto sotto il regno di Ludovico. In suo onore furono intitolate la prima ferrovia tedesca per il trasporto passeggeri tra Norimberga e Fürth, la Ludwigseisenbahn (1835), e la ferrovia tra Bexbach e Ludwigshafen sul Reno, la Pfalz-Ludwigsbahn. Tra il 1843 e il 1854 Ludwig fece costruire la linea ferroviaria Hof-Norimberga-Augusta-Kempten-Lindau (ferrovia Ludwig Sud-Nord). Iniziò inoltre la costruzione del canale Ludwig-Danubio-Meno, un collegamento tra il Mare del Nord e il Mar Nero, predecessore dell'attuale canale Meno-Danubio. Nel 1836, Friedrich von Gärtner e Joseph Daniel Ohlmüller avviarono la costruzione della nuova Vecchia Salina nella città di Bad Reichenhall per conto di Ludovico I. L'impianto, completato nel 1851, è oggi considerato un monumento industriale di importanza europea. Il regno di Ludwig fu particolarmente importante per Bad Kissingen; la sua lungimirante pianificazione urbana portò alla sua ascesa a città termale di primo piano, dove ben presto si riunì l'intera nobiltà europea. Anche la vicina Bad Brückenau, dove Ludwig soggiornava spesso, venne promossa. Nel 1843 Ludwigshafen fu fondata come nuovo porto bavarese sul Reno in onore di re Ludovico I, per fare da contrappunto alla città di Mannheim, che era diventata parte del Baden. Il 18 luglio 1855 ebbe inizio la costruzione della fabbrica di velluti sul sito degli ex giardini del castello di Oggersheim. Un anno dopo, il re abdicato, che aveva dato il nome a Ludwigshafen ed era proprietario del sito, pose la prima pietra per la nuova fabbrica insieme alla sorella, alla sorella Carolina Augusta, imperatrice austriaca, e alle figlie Matilde e Alessandra.

##### Abdicazione

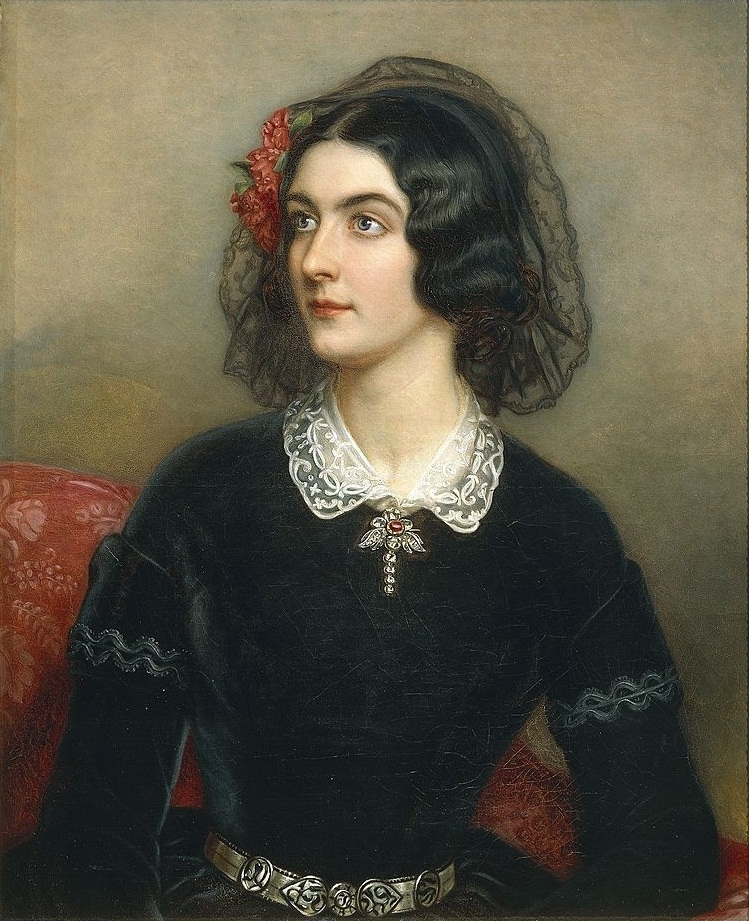
Lola Montez, amante di re Ludovico I.

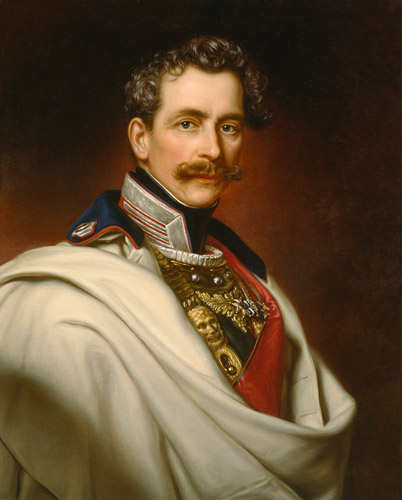
Il principe Carlo Teodoro di Baviera.

Nel 1846, re Ludovico I cominciò una relazione con l'attrice irlandese Lola Montez; questo rapporto fu scoperta dalla regina Teresa di Baviera, che cominciò a mettere in imbarazzo il consorte tenendosene lontana a teatro, a tavola o davanti ai diplomatici, il tutto ben visibile al pubblico . La relazione tra il sovrano e la Montez divenne pubblica e creò uno scandalo che, unito al comportamento assolutista e ad un aumento dei prezzi, suscitò nel popolo un grande risentimento, alimentato da una precedente rivolta universitaria del marzo 1848. Tuttavia, il 4 marzo, l'armeria venne presa d'assalto; la folla si armò con l'equipaggiamento militare qui immagazzinato e marciò verso la Residenza reale. Il principe Carlo Teodoro, fratello di Ludovico e feldmaresciallo dell'Esercito bavarese, garantì la calma con la sua presenza e così la situazione si risolse pacificamente dopo che fu servita birra gratis. Sia la famiglia reale che i conservatori si rivoltarono a Ludovico I, inoltre I ministri simpatizzavano con il popolo. Ludovico fu così costretto a firmare il cosiddetto "Proclama di marzo" (che gli era stato dettato dal suo ministro Oettingen-Wallerstein in risposta ai disordini e alle dimostrazioni) con notevoli concessioni: dichiarò che avrebbe convocato immediatamente l'Assemblea degli Stati e avviato delle riforme; lo stesso giorno l'esercito prestò giuramento sulla costituzione. A Norimberga e altrove, i cittadini si riunirono per celebrare con giubilo l'annuncio della riforma. La crisi sembrava risolta, poiché l'opinione pubblica, dopo le concessioni del 6 marzo, era di nuovo dalla parte del monarca. Ludovico I non cadde quindi a causa della rivoluzione, come il principe Metternich o Luigi Filippo d'Orléans in Francia. Ludovico I nominò il sindaco di Ratisbona, Gottlieb von Thon-Dittmer, amministratore del Ministero degli Interni con il compito di istituire un Ministero di Marca e di attuare, in collaborazione con il Parlamento Regionale, le concessioni reali contenute nel proclama. Il 16 marzo 1848 si verificarono nuovi disordini, poiché la Montez era tornata a Monaco dopo l'esilio, venendo ricercata dalla polizia su ordine del monarca il 17 marzo, e questa fu per lui la peggiore umiliazione. Alla fine re Ludovico I di Baviera abdicò il 20 marzo 1848 in favore del primogenito, che gli successe come Massimiliano II (Giuseppe) di Baviera . Non volendo dare l'impressione di essere stato costretto a dimettersi, scrisse qualche settimana dopo:
Con il proclama di marzo, Ludovico I legò il figlio Massimiliano II ad un programma, la cui attuazione avrebbe trasformato la Baviera in una monarchia costituzionale nel vero senso della parola. Ludovico I è quindi considerato l'ultimo monarca sovrano regnante in Baviera. Nonostante il suo lungo periodo come principe ereditario, la sua ascesa al potere nell'anno rivoluzionario del 1848 fu del tutto inaspettata e frettolosa. Dopo aver prestato giuramento, nel suo discorso dal trono dichiarò: "Sono orgoglioso di definirmi un re costituzionale" .

#### Massimiliano II

##### Ascesa al trono

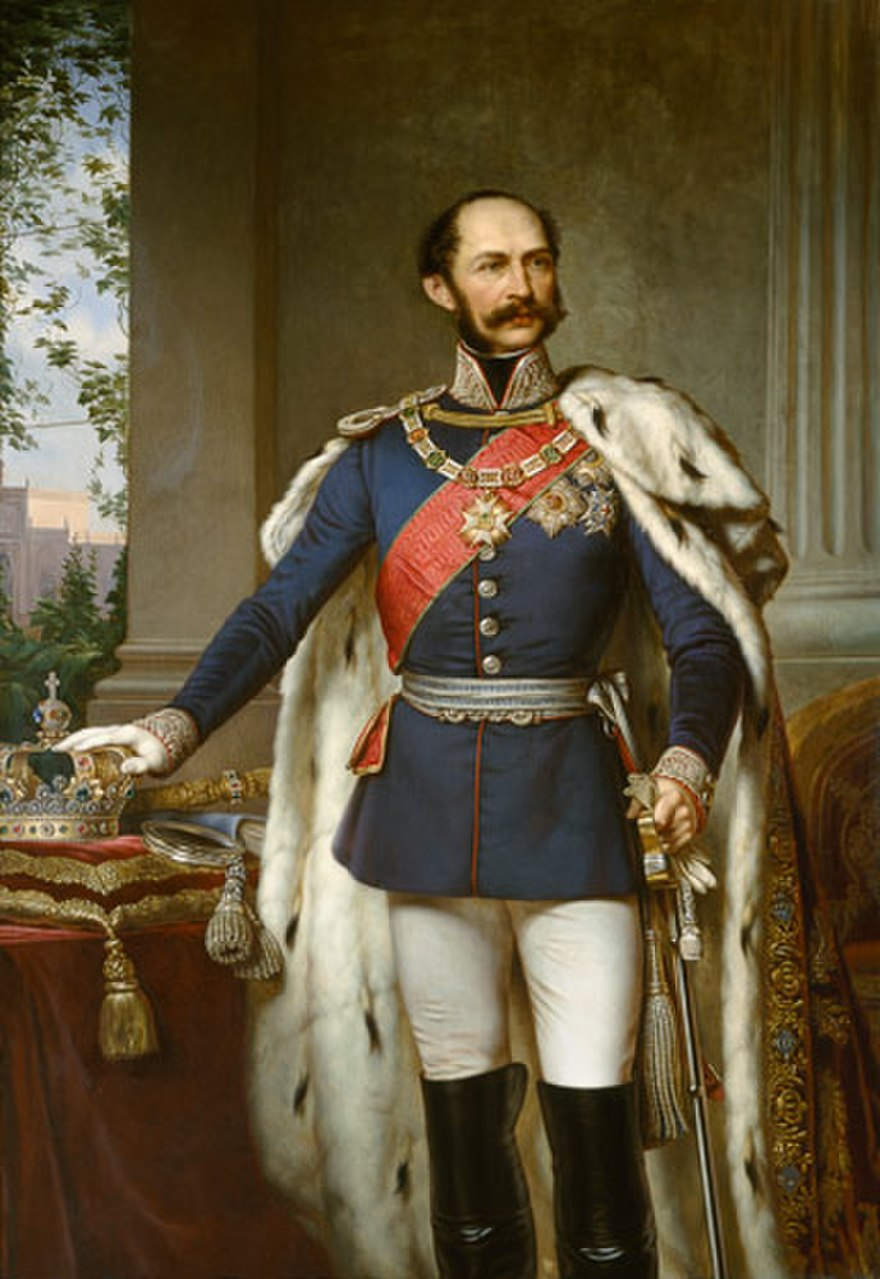
Re Massimiliano II di Baviera.

Bandiera del Regio Esercito Bavarese.

Poco dopo il suo insediamento, re Massimiliano II concesse una riforma della costituzione approvata dal padre Ludovico I; sotto il suo governo, il parlamento statale annunciò riforme liberali nei settori della legge elettorale statale, della censura della stampa, della legge sulle assemblee e sulle associazioni, e della magistratura, nonché dell'emancipazione dei contadini. Fu approvata una nuova legge elettorale, i membri della Seconda Camera non vennero più eletti in base a gruppi professionali ed al Parlamento statale fu conferito il diritto di iniziativa legislativa. Tuttavia, l'attuazione di queste riforme richiese molto tempo. Il progetto di Massimiliano di una legge sull'emancipazione degli ebrei incontrò una forte resistenza da parte del popolo. Nonostante l'ampliamento dei diritti del Landtag, il Parlamento, re Massimiliano riuscì comunque a mantenere l'iniziativa politica decisiva per la corona. Con la nomina del ministro conservatore Ludwig von der Pfordten, la fase delle riforme durante il regno di Massimiliano II terminò nel 1849. Nel 1852, il re riuscì a rivedere il giuramento costituzionale dell'esercito bavarese e, sebbene continuasse a rispettare la costituzione, i loro diritti alla libertà e alla codeterminazione non potevano essere rivolti contro la monarchia. Nel 1851, l'istituzione di fondi di risparmio, prestiti, indennità di malattia e pensioni divenne obbligatoria per l'apertura di fabbriche. Gli anni 1850s segnarono la svolta definitiva dell'industrializzazione in Baviera, anche se solo in alcune regioni del paese. Sebbene il sovrano non simpatizzasse il settore manifatturiero, creò nel 1848 un fondo di sostegno per scopi industriali e, insieme al Ministero del commercio e dei lavori pubblici, un precursore del successivo Ministero degli affari economici. Ancora più di suo padre, re Massimiliano era aperto alle conseguenze sociali dell'industrializzazione. Nel 1861, con l'abolizione dei vecchi tribunali regionali, ebbe luogo la separazione tra giustizia e amministrazione . La politica governativa del re Massimiliano fu caratterizzata dalle ripetute richieste di opinioni ai suoi ministri ed agli studiosi che lo circondavano, il che spesso comportava lunghi ritardi nel processo decisionale. Inoltre, il monarca bavarese viaggiò spesso in Italia ed in Grecia, dove regnava il fratello minore Ottone, lasciando il lavoro incompiuto per lunghi periodi. Il suo rapporto con il padre, che continuava il suo lavoro di costruttore, era teso; Massimiliano era considerato dai suoi contemporanei esitante e riservato. Tuttavia, il sovrano bavarese era aperto alle esigenze sociali della classe operaia .

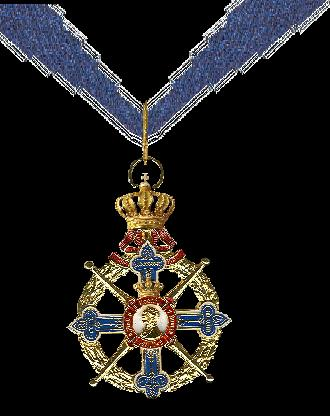
Medaglia dell'Ordine di Massimiliano per le scienze e le arti, fondato dal re.

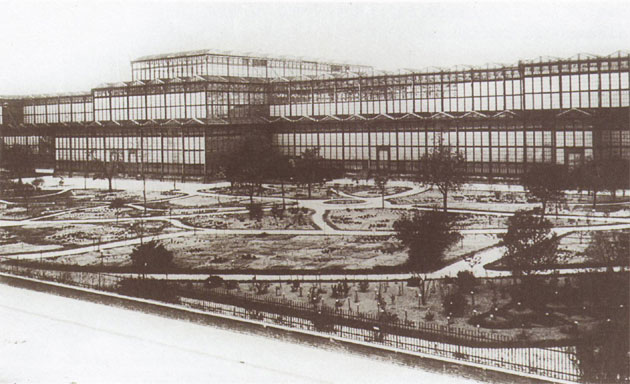
Il Glaspalast di Monaco di Baviera.

Re Massimiliano era un mecenate della scienza e dell'arte, oltre ad essere aperto alle innovazioni tecniche del suo tempo; è il fondatore del Maximilianeum, una fondazione bavarese per studenti particolarmente dotati, nel cui edificio ora ha sede il Parlamento dello Stato bavarese. Il 28 novembre 1853, Massimiliano II fondò l'Ordine di Massimiliano per le scienze e le arti, con l'intento di ricompensare i benemeriti delle arti e delle scienze di origini bavaresi, e come tale viene anche definito il "premio Nobel bavarese". Dopo il 1932, con l'inizio del governo nazionalsocialista, cessò il conferimento della medaglia. Solo nel 1980 la medaglia venne nuovamente introdotta dal primo ministro bavarese Franz Josef Strauß e conferita per la prima volta nel 1981. L'ordine, dalla sua fondazione, è stato concesso per un totale di 185 medaglie, di cui un centinaio di insigniti ha ricevuto l'onorificenza ancora in vita. La medaglia è divisa in differenti categorie per le scienze o le arti . Durante il regno di Massimiliano II, lo stile architettonico dei progetti di edifici reali cambiò radicalmente: molti edifici a Monaco, e fuori dalla capitale, vennero costruiti nello stile neogotico "massimiliano", come la Maximilianstraße, sotto la direzione dell'architetto Friedrich Bürklein. Furono realizzate anche nuove costruzioni in vetro e ghisa, come il Palazzo di Vetro, progettato da August von Voit. Nonostante le sue distanze, in fondo era vicino al popolo e patriottico, ma cercò anche di promuovere l'arte e i costumi del popolo per contrapporre il sentimento nazionale bavarese agli sforzi per l'unificazione tedesca. Sosteneva i costumi, le usanze, la musica popolare e le tradizioni bavaresi. Il re incluse addirittura ufficialmente nelle cerimonie di corte coloro che indossavano i costumi tradizionali, indossò giacche tradizionali con pantaloni di pelle durante la caccia e scrisse nel 1849 che considerava la conservazione dei costumi tradizionali di "grande importanza" per il sentimento nazionale. Da allora, il costume tradizionale è stato accettato alla corte di Monaco . Massimiliano II proibì anche le marce basate su motivi tratti dalle opere italiane durante le parate; le canzoni popolari bavaresi avrebbero dovuto formare il trio di marce militari. Nelle estati del 1849 e del 1855 viaggiò in tutto il suo regno. Dal 24 giugno al 27 luglio 1858 intraprese un viaggio a piedi attraverso il suo paese, che iniziò a Lindau. Tuttavia, a causa della frequente pioggia, dovette utilizzare più volte la carrozza che aveva portato con sé .

##### Politica estera

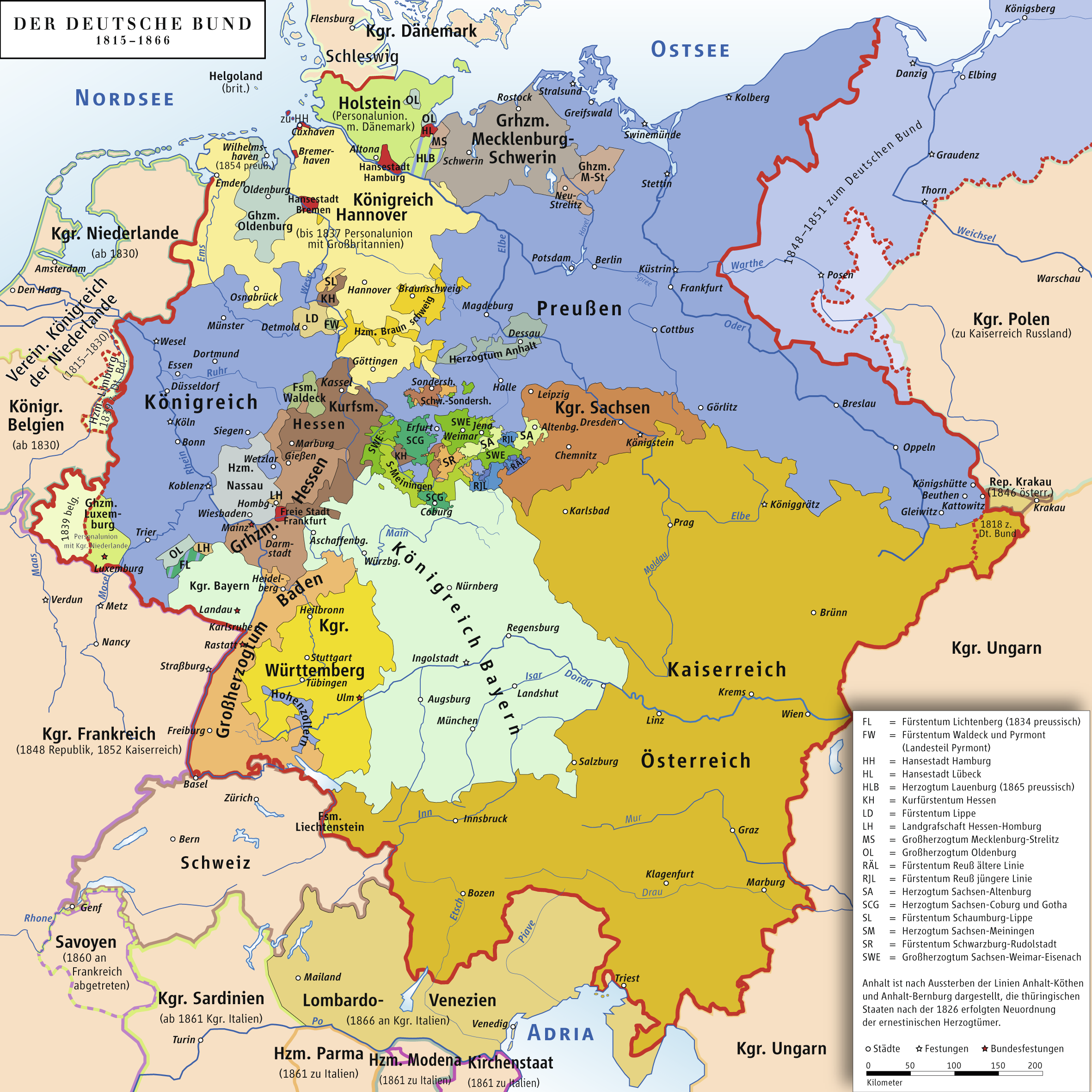
Mappa della Confederazione germanica

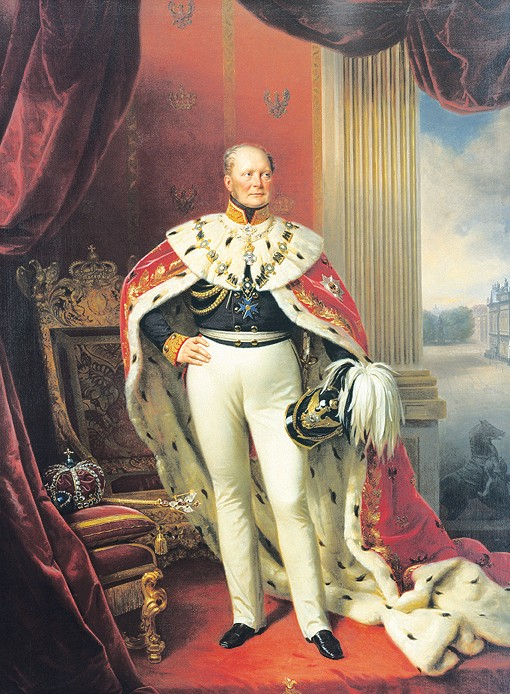
Re Federico Guglielmo IV di Prussia.

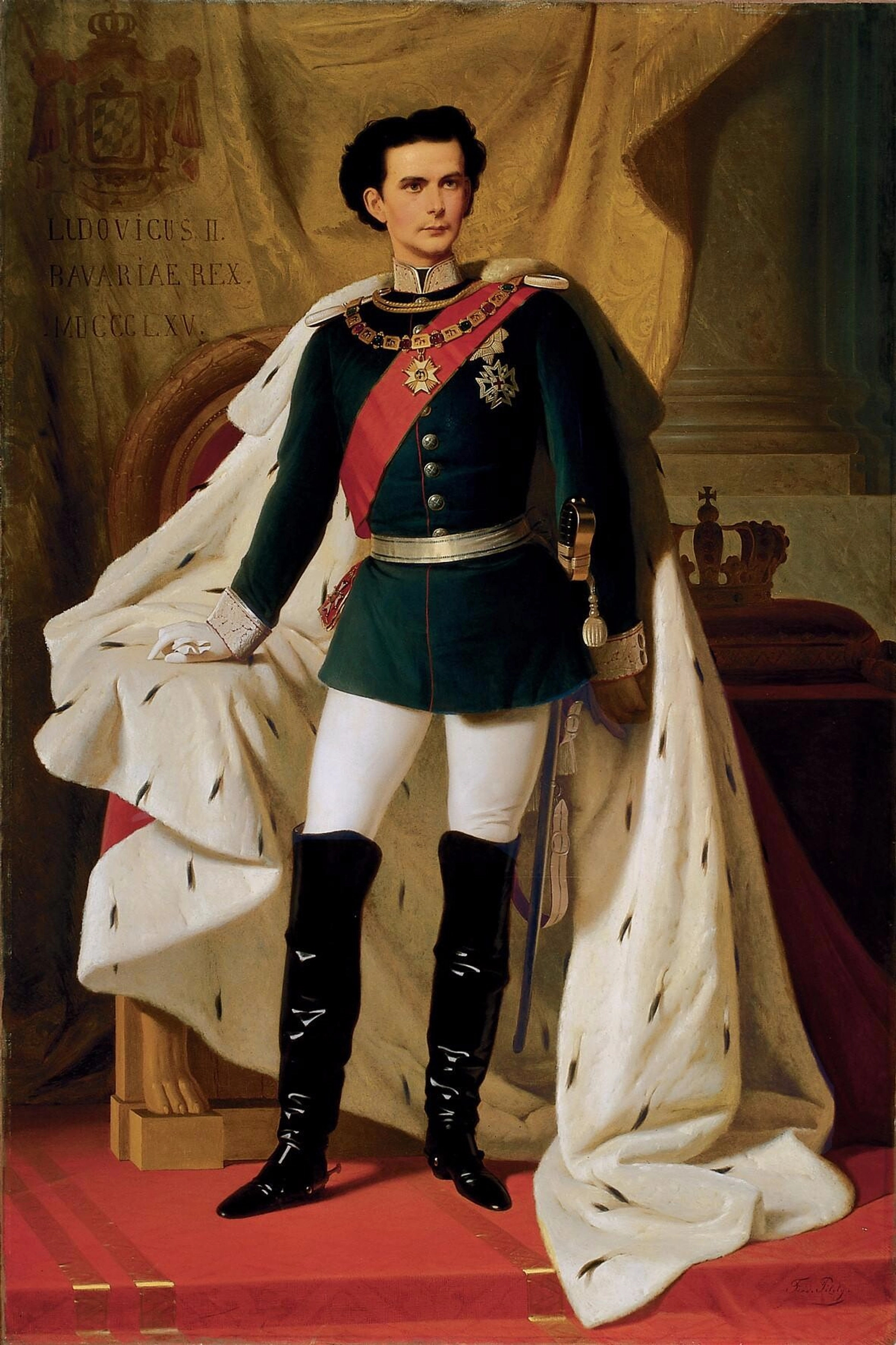
Ritratto di re Ludovico II di Baviera.

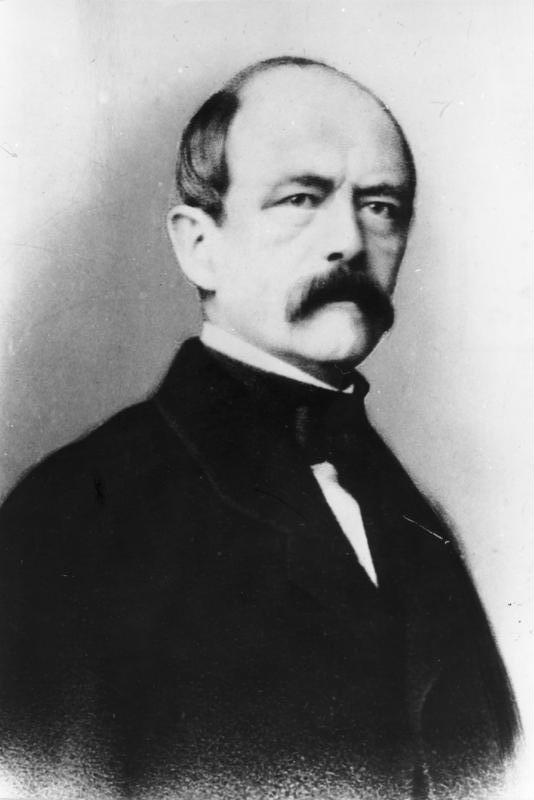
Il cancelliere Otto von Bismarck.

La Confederazione Tedesca del Nord.

Re Massimiliano in politica estera cercò di preservare l’indipendenza della Baviera all’interno della Confederazione tedesca, creata dal Congresso di Vienna nel 1815. A seguito della Rivoluzione tedesca di marzo, scoppiata tra gli stati della conferenza, aveva portato all'elezione dell'Assemblea di Francoforte, il primo parlamento unitario della Germania. Questo organo parlamentare impose una costituzione alla Confederazione tedesca il 28 marzo 1849, istituendovi una monarchia costituzionale ereditaria, la cui corona fu offerta a Federico Guglielmo IV di Prussia, il quale però si rifiutò di accettare il possibile titolo di sovrano tedesco, a queste condizioni. Nel regno di Baviera, le prime elezioni parlamentari si tennero il 7 dicembre 1848: il risultato si dimostrò per la maggior parte favorevole alla sinistra (die Linke), i cosiddetti "Sostenitori della Sovranità Popolare e dell'Unità della Germania". Nel Palatinato, i votanti elessero in tutto 19 seggi al parlamento . All'apertura del parlamento il 22 gennaio 1849, re Massimiliano II di Baviera promise ulteriori riforme per il suo popolo. Il 9 gennaio, nel frattempo, il parlamento aveva passato una legge , sulla base di quanto proposto dall'Assemblea di Francoforte nel dicembre del 1848. Il sovrano si rifiutò di controfirmare la legge ed aggiornò il parlamento all'8 marzo, inoltre il 23 aprile, sempre Massimiliano, ed il governo rifiutarono la costituzione di Francoforte. Il 14 aprile, la Suprema Corte di Baviera rifiutò la validità del documento dei diritti fondamentali della Baviera . I deputati di sinistra interpretarono questo gesto come un tentativo di colpo di Stato. I deputati palatini tornarono alle loro municipalità con una soluzione in merito, ovvero che l'uso della forza rimaneva infine l'unico mezzo di risoluzione . I territori del Palatinato, della Franconia e della Svevia proposero quindi l'adozione della costituzione, l'abolizione della monarchia e la secessione di questi stessi territori dalla Baviera . Il 3 maggio 1849, la Rivolta di maggio di Dresda divampò, ma già il 9 maggio venne schiacciata dalle truppe sassoni e prussiane insieme, mentre l'11 maggio, ebbe luogo una terza rivolta nel Baden con l'ammutinamento delle truppe di stato della fortezza di Rastadt. Re Massimiliano chiese l'aiuto militare della Prussia ed il 10 giugno 1849 un corpo d'armata bavarese marciò nel Palatinato, soffocando così la rivolta. Negli anni successivi, insieme al suo ministro Ludwig von der Pfordten, Massimiliano perseguì il concetto di politica triassica: ciò prevedeva lo sviluppo degli stati centrali tedeschi, sotto la guida della Baviera, in una terza forza accanto alle due grandi potenze della Prussia e dell'Austria. L'"Alleanza dei Quattro Re" venne stipulata il 27 febbraio 1850 tra i regni di Baviera, Sassonia, Hannover e Württemberg. In questo contesto si dice che la Baviera abbia di fatto affondato il progetto dell’Unione di Erfurt. Nella crisi d'autunno del 1850, la Baviera si schierò quindi dalla parte dell'Austria e fece marciare le sue truppe nell'Elettorato d'Assia, dove si fronteggiarono gli eserciti bavarese-austriaco e prussiano. Le truppe di occupazione bavaresi e austro-bavaresi occuparono parti dell'Assia elettorale dal novembre 1850 all'estate del 1851 nell'ambito di un intervento federale per rafforzare la controrivoluzione conservatrice.

Le varie tappe dello Zollverein, Unione doganale tedesca (1834 - 1919).

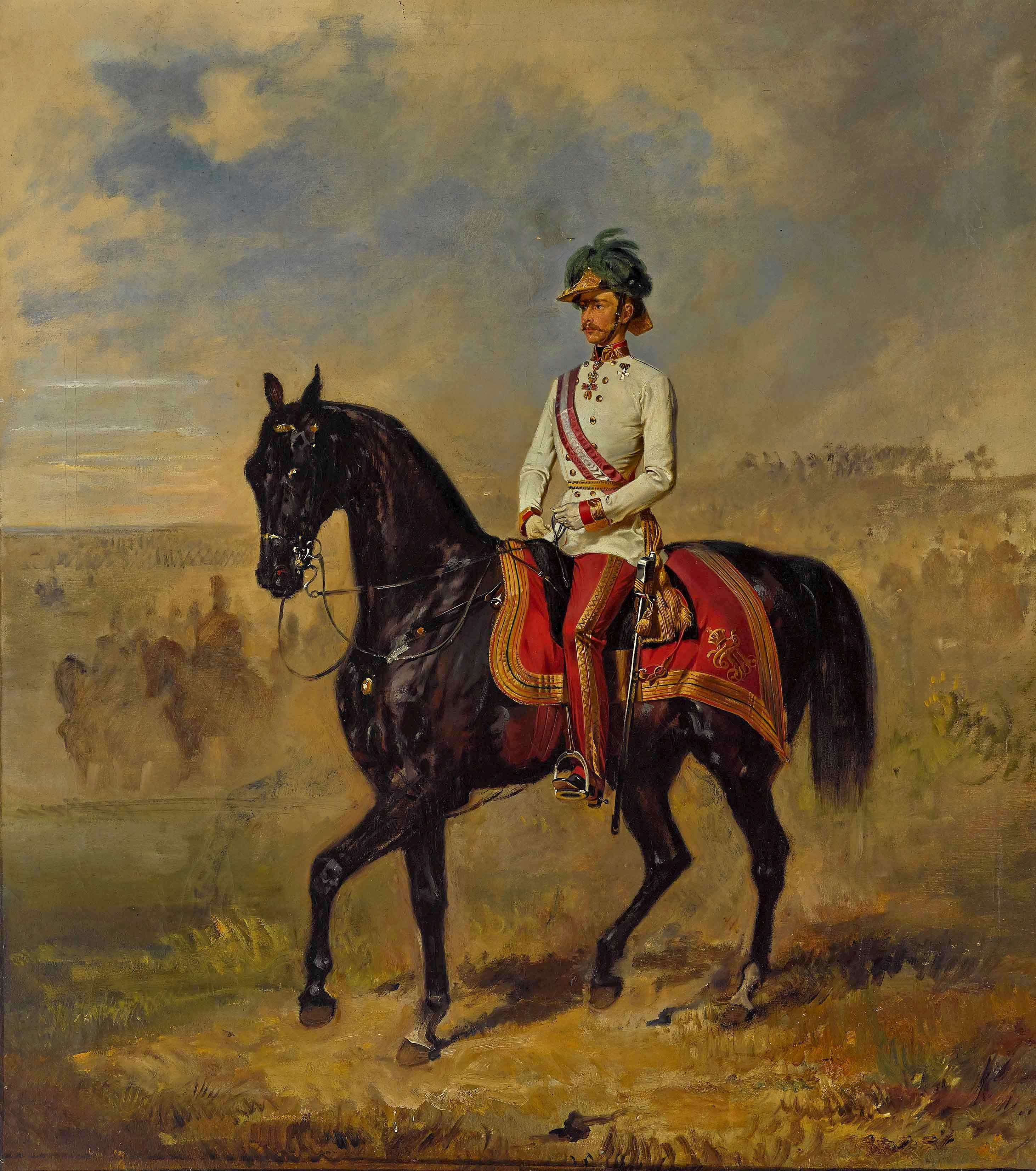
Ritratto equestre, pittore Franz Adam, dell'imperatore Francisco Giuseppe I.

Dopo l'accordo tra Austria e Prussia nel Trattato di Olmütz del dicembre 1850, il concetto di Triassico perse importanza negli anni successivi. La Baviera e le altre potenze centrali tedesche tentarono invano di convincere il governo di Vienna ad aderire al Zollverein, unione doganale tedesca. La conferenza di Bamberga, avviata da Massimiliano durante la Guerra di Crimea, si concluse nel 1854 con una notevole perdita di prestigio diplomatico per la Baviera, poiché l'Austria rimase neutrale ma non consultò la Confederazione tedesca né prese atto delle condizioni degli stati centrali tedeschi. La Grecia, governata dal fratello di Massimiliano, Ottone, si era schierata al fianco della Russia nel conflitto in Crimea. Dopo la sconfitta dell'Impero austriaco nella Seconda guerra d'indipendenza italiana, contro la Francia ed il Piemonte nel 1859, il ministro degli Esteri austriaco, Von Rechberg und Rothenlöwen, propose di aderire al Zollverein, unione doganale tedesca, nel 1862. Tuttavia, il primo ministro della Prussia Otto von Bismarck bloccò l'iniziativa minacciando i membri dello Zollverein con il ritiro della Prussia. Le conferenze di Würzburg non portarono ad alcuna riforma della Confederazione tedesca. Anche la Dieta dei principi di Francoforte (la Frankfurter Fürstentag), alla quale partecipò anche re Massimiliano, fallì nel 1863. Guglielmo I di Prussia era assente alla cerimonia di apertura, nonostante l'imperatore Francesco Giuseppe d'Austria, presente alla dieta, lo avesse invitato. Nel febbraio 1864 scoppiò la Guerra prussiana-danese, conosciuta meglio come Seconda guerra dello Schleswig; fino alla fine fu evidente l'impotenza politica della Baviera e della Confederazione tedesca di fronte alle grandi potenze Austria e Prussia . All'inizio della campagna militare per l'unificazione tedesca, la Baviera era ancora in disparte. Nell'Assemblea federale, le azioni arbitrarie delle due grandi potenze tedesche nel conflitto contro la Danimarca, provocarono ripetutamente proteste da parte degli stati centrali tedeschi, preoccupati per l'illegalità. I regni di Baviera e Sassonia negarono quindi all'Austria il trasporto delle truppe attraverso i loro territori, cosicché dovettero passare attraverso la Slesia. Il 21 febbraio 1856, su proposta del Regno di Baviera, l'Assemblea federale della Confederazione tedesca istituì una commissione per redigere un codice commerciale. Si dice che il re Massimiliano II abbia personalmente avviato questo progetto. L'allora inviato prussiano al Bundestag, Otto von Bismarck, non votò contro la proposta bavarese, contrariamente alle istruzioni del primo ministro prussiano Otto Theodor von Manteuffel .

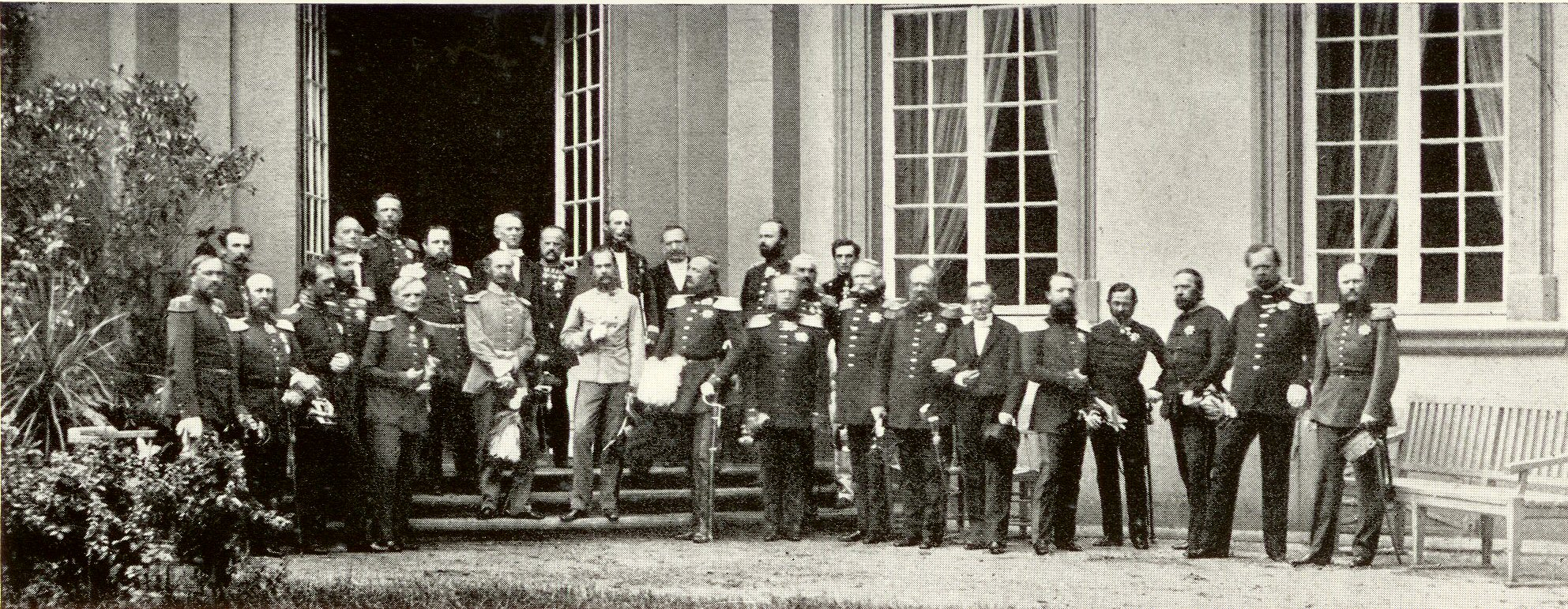
Fotografia della Frankfurter Fürstentag con tutti i principi partecipanti riuniti al Palazzo Thurn und Taxis, a Francoforte nel 1863. Al centro, in uniforme chiara, Francesco Giuseppe d'Austria e Massimiliano II di Baviera alla sinistra, mentre alla destra Giorgio V di Hannover, Luigi III d'Assia, Pietro II di Oldenburg, Federico I di Baden, Guglielmo I del Württemberg, Ernesto II di Sassonia-Coburgo-Gotha (primo a sinistra), il granduca Carlo Alessandro di Sassonia-Weimar-Eisenach ed il re Giovanni di Sassonia (quarto a sinistra).

#### Ludovico II

##### Ascesa al trono
Massimiliano II di Baviera morì il 10 marzo 1864 dopo una grave malattia durata solo tre giorni; i medici spiegarono il fenomeno come una rapida diffusione dell'erisipela sul petto. A succedergli fu il primogenito, che divenne re Ludovico II di Baviera. All'inizio delle campagne militari che porteranno all'unificazione tedesca, la Baviera era ancora in disparte: nell'Assemblea federale, le azioni arbitrarie delle due grandi potenze tedesche nella guerra tedesco-danese del 1864, la Seconda guerra dello Schleswig, provocarono ripetute proteste da parte degli stati intermedi tedeschi, per motivi di illegalità. I regni di Baviera e Sassonia negarono quindi all'Austria il trasporto delle truppe attraverso i loro territori, cosicché dovettero passare attraverso la Slesia . Il ministro von der Pfordten voleva raggiungere il suo obiettivo politico, ovvero garantire l’esistenza sovrana della Baviera, attraverso la conservazione della Costituzione federale. Von der Pfordten, come molti suoi contemporanei, sottovalutò la determinazione del cancelliere prussiano, Otto von Bismarck di risolvere la “questione tedesca” sotto la guida prussiana. Dopo il decreto federale del 14 giugno 1866 contro la Prussia, iniziò un conflitto contro l'Impero austriaco. La Baviera combatté a fianco dell'Austria contro la Prussia durante la campagna principale e subì una pesante sconfitta nella Battaglia di Dettingen, il 26 luglio. Tuttavia, le successive perdite territoriali furono minori; la Baviera dovette cedere alla Prussia solo i distretti di Gersfeld, di Orb e di Kaulsdorf. La Confederazione tedesca venne sciolta nell'agosto del 1866 a seguito della guerra tedesca . Nel 1867 la Prussia fondò la Confederazione della Tedesca del Nord, dalla quale la Baviera rimase fuori e non aderì alla confederazione della Germania meridionale che era stata proposta nella Pace di Praga. Anche il Baden, il Württemberg e l'Assia-Darmstadt preferirono raggiungere un accordo diretto con la Prussia e non dipendere dalla Baviera. Alla fine del 1866, von der Pfordten fu sostituito al governo da Chlodwig zu Hohenlohe-Schillingsfürst, che sostenne la pretesa prussiana di egemonia nella politica tedesca ma rifiutò l'adesione della Baviera a un nuovo stato federale. In seguito del conflitto del 1866, la Baviera poté godere di altri quattro anni della sua storia (1866 - 1870), dopo il 1813 - 1816, nei quali fu de jure pienamente sovrana, cioè senza essere integrata in uno stato o in una federazione. Tuttavia, il 22 agosto 1866, re Ludovico II fu costretto a firmare un'alleanza difensiva. Ciò significava che, in caso di guerra, l'esercito bavarese sarebbe stato subordinato alla Prussia in qualità di comandante federale. Nella Guerra franco-prussiana, scoppiata nel 1870, la Baviera combatté a fianco del Confederazione Tedesca del Nord. Da allora, l'avvocato monacense e membro del parlamento regionale, Marquard Barth, raccolse attorno a sé sempre più sostenitori che si battevano per l'unione più stretta possibile della Baviera con la Prussia.

##### Proclamazione dell'Impero

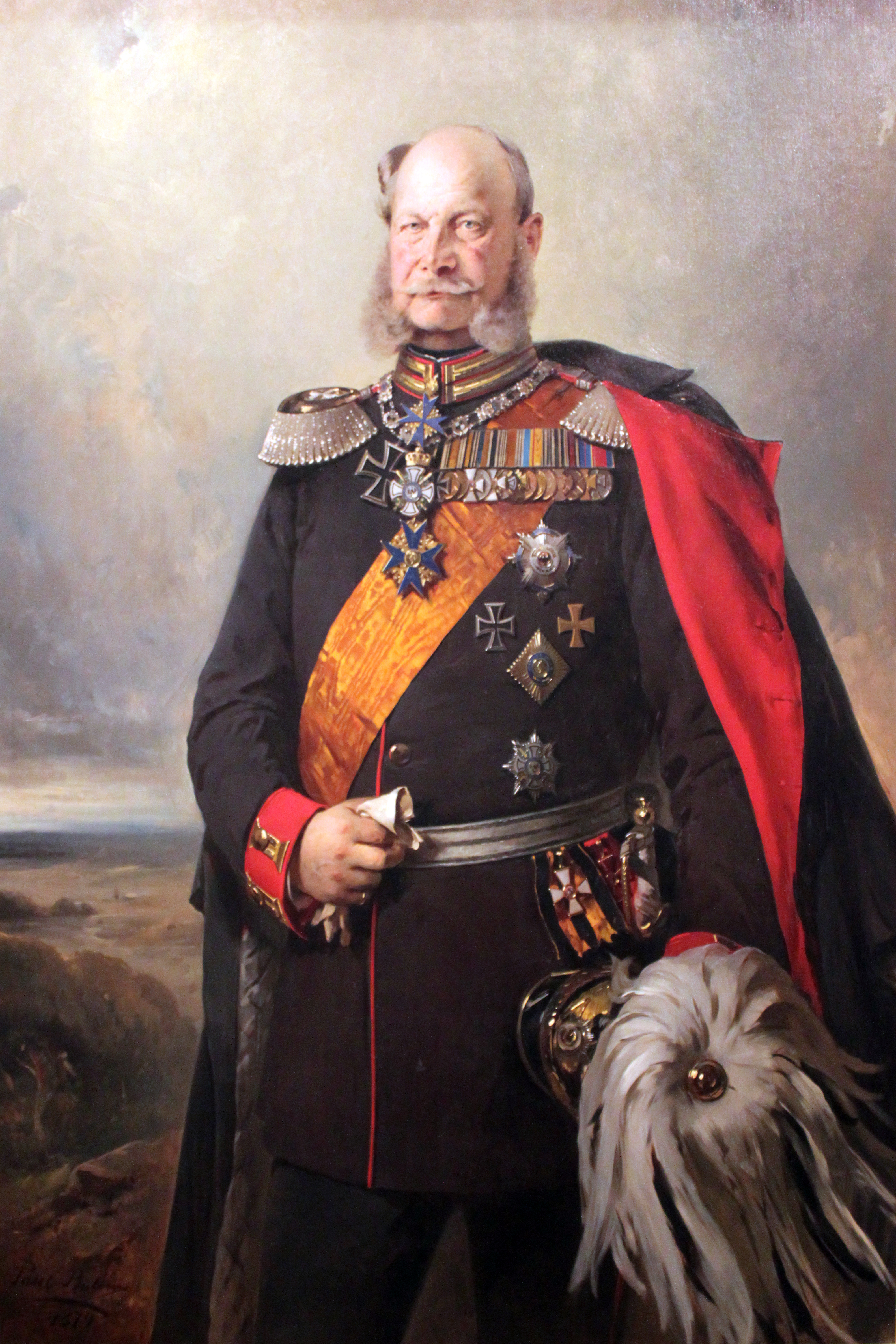
Ritratto di re Guglielmo I di Prussia.

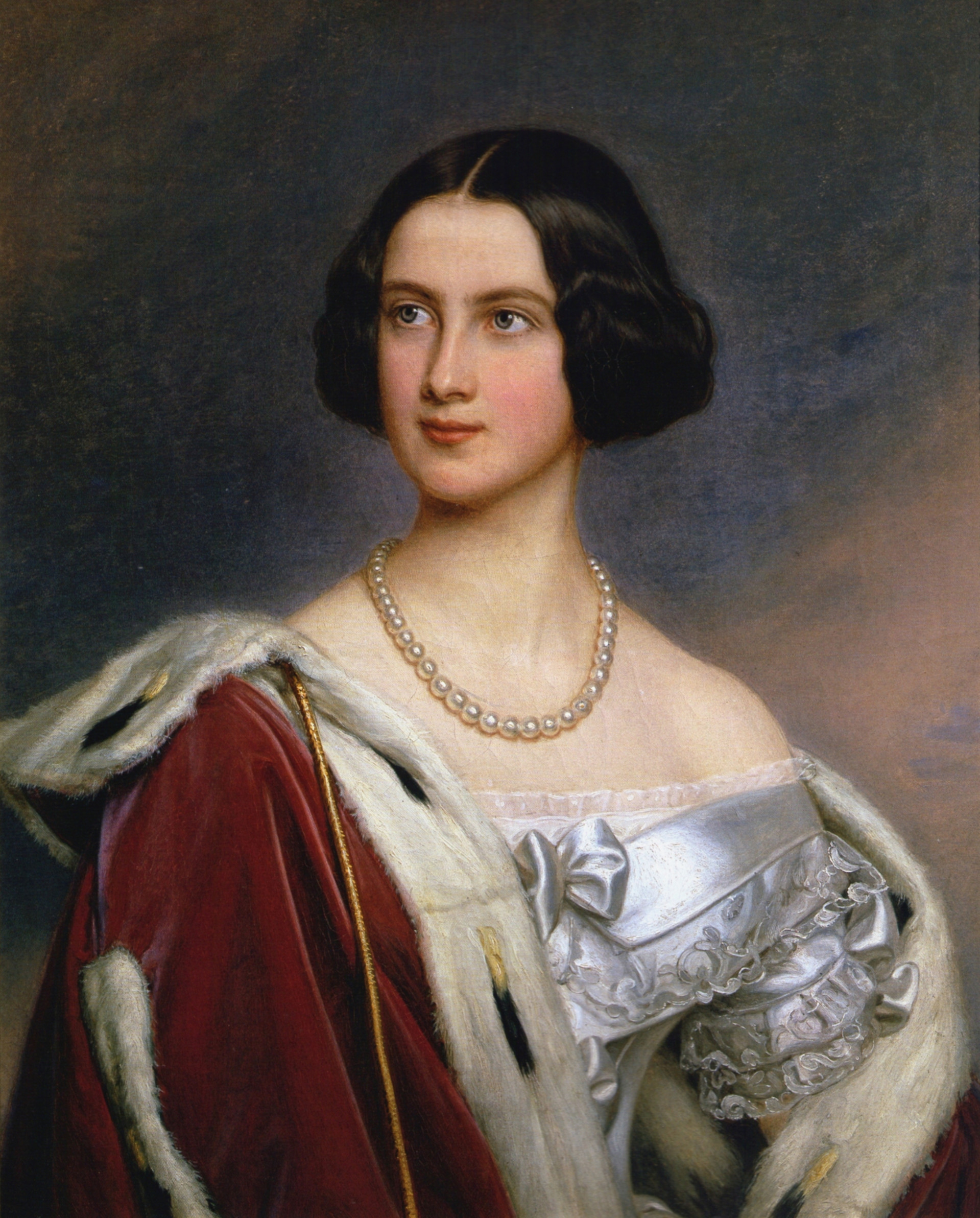
Ritratto della regina Maria di Baviera.

I trattati di novembre del 1870 prepararono anche l'adesione della Baviera alla Confederazione Tedesca del Nord; Bismarck voleva anche che i principi federali tedeschi offrissero ufficialmente la corona imperiale al re Guglielmo I di Prussia. A tal fine, il cancelliere prussiano redasse una lettera imperiale. Ludwig II di Baviera avrebbe dovuto firmare il documento in quanto principe federale di rango più elevato (non prussiano). Ludovico lo considerò un'imposizione personale. Bismarck rifiutò la proposta, irrealistica, di Ludwig di consentire al titolo imperiale di vagare tra Berlino e Monaco . Re Ludovico accettò con riluttanza il titolo di imperatore per il re prussiano, cugino di sua madre, la regina Maria di Prussia, che teneva in scarsa considerazione, e firmò la lettera imperiale. Solo con riluttanza e tardivamente, il parlamento statale bavarese ratificò la Costituzione imperiale del 1° gennaio 1871. Solo il 21 gennaio il parlamento di Monaco approvò il trattato della Baviera con la Confederazione tedesca del Nord con 102 voti contro 48; Con la sua firma, Ludovico II rese effettiva questa ratifica il 30 gennaio 1871, con effetto retroattivo all'inizio dell'anno. La resistenza all'adesione al nuovo impero dominato dalla Prussia fu notevole. Solo per un soffio e dopo una grande resistenza, soprattutto da parte del Partito Patriottico Bavarese, il governo bavarese sotto la guida di Otto von Bray-Steinburg riuscì a ottenere la maggioranza dei due terzi richiesta. Al momento della fondazione dell'Impero, il giornalista Johann Baptist Sigl mise in guardia senza pietà contro il militarismo prussiano sul popolare quotidiano Das bayerische Vaterland con le parole: "Più guerre, più storpi, più liste di morte e più bollette fiscali..." Paragonò la nuova corona imperiale a un elmo chiodato prussiano ingrandito . Il Regno di Baviera continuò ad avere diritto a una propria politica estera all'interno dell'Impero tedesco e pertanto ebbe propri diplomatici. A causa della continua competenza della Baviera in politica estera, la maggior parte degli ambasciatori stranieri rimase a Monaco e, solo durante la Prima guerra mondiale, molte ambasciate chiusero e non furono riaperte dopo la fine del conflitto a causa della perdita di queste competenze da parte della Baviera . Con la nascita dello stato imperiale, una serie di convenzioni portò la maggior parte delle varie forze militari statali direttamente sotto l'amministrazione del Ministero della Guerra prussiano. La Baviera, tuttavia, mantenne un certo grado di autonomia in tempo di pace, con i suoi due (poi tre) corpi d'armata rimasti al di fuori dell'ordine di battaglia prussiano. I reggimenti bavaresi di fanteria e cavalleria mantennero le loro storiche uniformi azzurre e verdi, distintive del modello prussiano adottato dalla maggior parte dell'esercito. Il singolo soldato bavarese giurò fedeltà a re Ludovico, sebbene in tempo di guerra questo impegno di obbedienza fosse esteso al futuro Kaiser Guglielmo II come comandante supremo. Nel luglio 1914, l'esercito bavarese contava 92.400 uomini, pari all'11% del totale dell'Esercito imperiale tedesco .

Mappa della divisione statale dell'Impero tedesco, nato nel 1871.

Bandiera dell'Impero tedesco.

Dopo l'ingresso della Baviera nell'Impero, Ludovico II si distaccò sempre più dagli affari politici bavaresi e spese ingenti somme di denaro in progetti personali, come la costruzione di numerosi castelli e palazzi da fiaba, il più famoso dei quali fu il Castello di Neuschwanstein, in stile wagneriano. Ludovico usò il suo patrimonio personale per finanziare questi progetti, e non fondi statali, e i progetti di costruzione lo portarono a un profondo debito. Questi debiti causarono grande preoccupazione tra l'élite politica bavarese, che cercò di convincere Ludovico a interrompere i lavori di costruzione; egli però rifiutò, e i rapporti tra i ministri del governo e la corona si deteriorarono. Finalmente, nel 1886, la crisi raggiunse il culmine. Una commissione medica nominata dal governo dichiarò Ludwig pazzo e quindi incapace di regnare. Suo zio, il principe Luitpold, fu nominato reggente. Il giorno dopo la deposizione di Ludwig, il re morì misteriosamente dopo aver chiesto allo psichiatra capo della commissione di accompagnarlo a fare una passeggiata lungo il lago di Starnberg (allora chiamato lago Würm). Ludwig e lo psichiatra furono trovati morti, galleggianti nel lago. L'autopsia ufficiale indicò come causa di morte il suicidio per annegamento, ma alcune fonti sostengono che non sia stata trovata acqua nei polmoni di Ludwig. Sebbene queste affermazioni possano essere spiegate con l'annegamento a secco, hanno anche portato a teorie cospirative sull'assassinio politico . Ludovico morì il 13 giugno 1886, venendo succeduto dal fratello minore Ottone di Baviera .

##### Reggenza del principe Luitpold

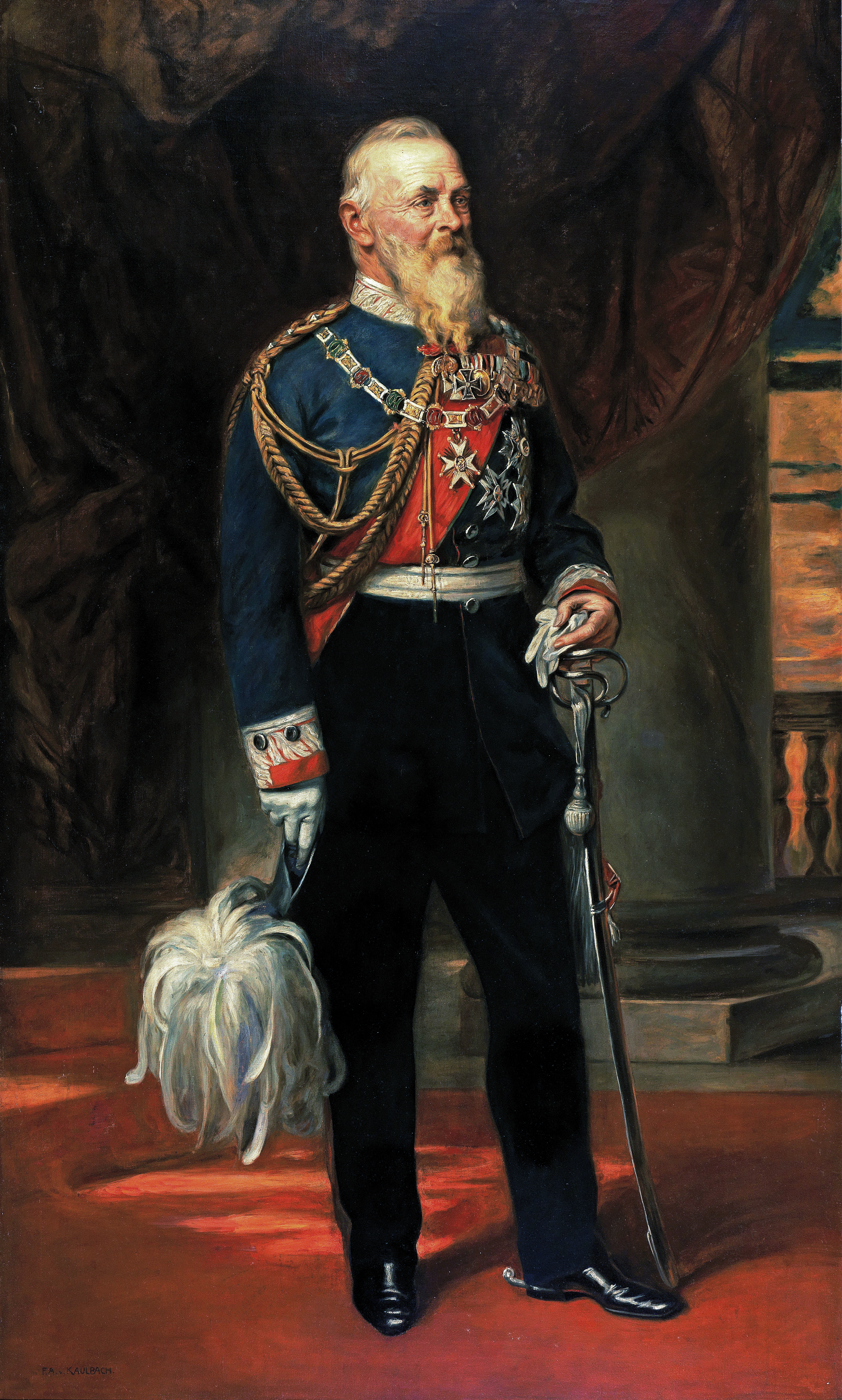
Luitpold, principe reggente di Baviera.

Il 10 giugno 1886 il fratello, Ludovico II di Baviera, fu de facto deposto dal consiglio di ministri il quale nominò il principe Luitpold quale Reggente del Regno di Baviera; tre giorni dopo, il 13 giugno 1886, re Ludovico morì in circostanze anche poco chiare e di conseguenza il fratello minore gli successe come Ottone I di Baviera, essendo il primo in linea di successione al trono. Nel 1886, l'ufficiale medico reale scrisse una dichiarazione in cui dichiarava che Otto era gravemente malato di mente; si sostiene che soffrisse di schizofrenia. È stato anche sostenuto in modo convincente che i problemi del monarca fossero dovuti alla sifilide contratta, il che spiegherebbe anche i suoi problemi fisici, in particolare la paralisi di cui soffrì negli ultimi anni . Poiché il nuovo sovrano non era in grado di governare a causa del suo stato di salute (ufficialmente si diceva eufemisticamente: "Il re è malinconico"), il principe Luitpoldo continuò i compiti di reggente. Non comprese il proclama della sua ascesa al trono, che fu letto a Ottone nel Castello di Fürstenried il giorno dopo il suo insediamento ufficiale. Considerava suo zio Luitpold il legittimo re. Poco dopo, le truppe bavaresi giurarono fedeltà al re Ottone I e furono coniate monete con il suo ritratto. Fürstenried divenne così la residenza del re di Baviera. Per ragioni di sicurezza, attorno alla residenza vennero costruite delle mura molto alte, tuttavia, il castello, nonostante alcuni dei metodi di trattamento brutali utilizzati all'epoca, era una sistemazione estremamente lussuosa con magnifiche sale, dove Ottone viveva in isolamento al primo piano dell'edificio principale con la sua corte . Durante i suoi anni di regno, Ottone sedeva spesso in modo del tutto apatico su una pesante poltrona di pelle, fumando sigari o sigarette fatte a mano e non riconoscendo più nessuno. Il suo passatempo preferito era cercare fragole al parco e parlare con gli uccelli. A volte guardava oltre il muro verso Monaco da una collina e rivolgeva discorsi inascoltati al suo popolo .

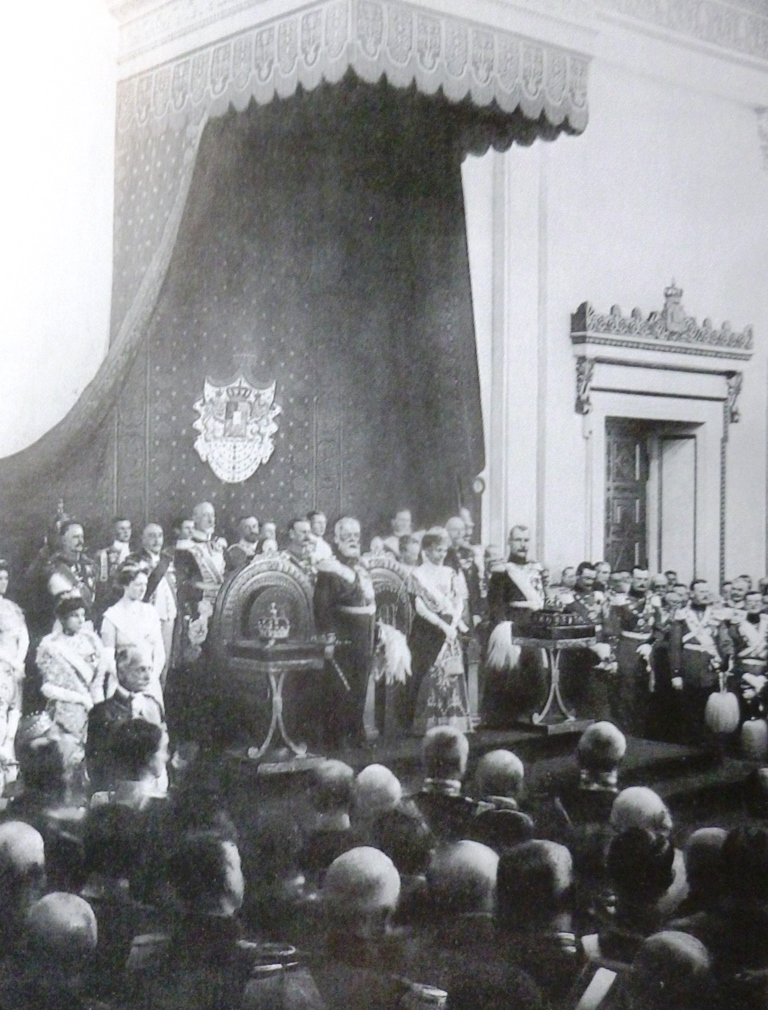
Proclamazione di Ludovico III di Baviera

Dopo la morte del principe Luitpold, avvenuta il 12 dicembre 1912, gli succedette come reggente il figlio Ludovico; un emendamento alla Costituzione bavarese del novembre 1913 creò la possibilità fondamentale di porre fine alla reggenza di un sovrano in caso di malattia di lunga durata e di consentire al successivo membro della dinastia dei Wittelsbach in linea di successione di salire al trono bavarese. Il 5 novembre 1913, il principe reggente Ludovico dichiarò la fine del regno di re Ottone I con una dichiarazione firmata dai ministri bavarese, venendo proclamato successivamente Ludovico III di Baviera . Il nuovo sovrano allo stesso tempo stabilì che i titoli ed il trattamento dell'ex re Ottone non venissero mutati . Re Ludovico governerà poi fino alla sconfitta dell'Impero tedesco nella Prima guerra mondiale, quando la monarchia tedesca, compresa quella bavarese, cadde .

#### Prima guerra mondiale

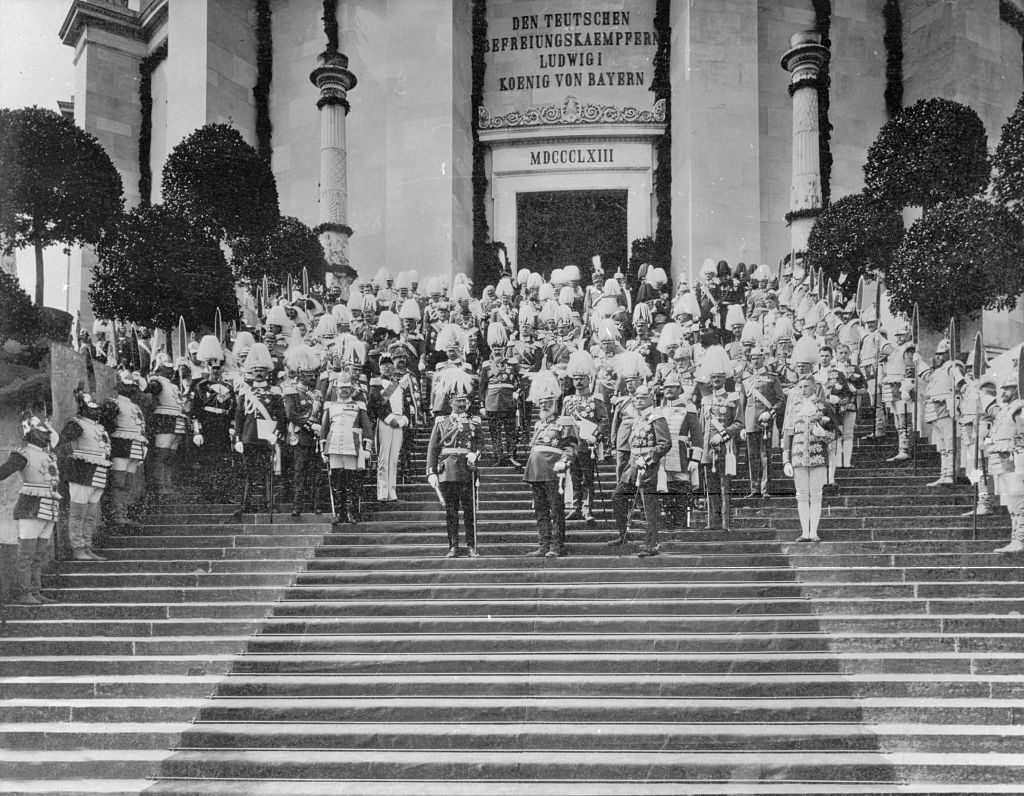
Ludovico III di Baviera ed il Kaiser Guglielmo II ad una cerimonia a Kelheim.

Re Ludovico II di Baviera era principalmente interessato al miglioramento ed allo sviluppo dell'agricoltura e dei trasporti, continuando anche il tradizionale mecenatismo dei Wittelsbach nei confronti delle arti . Meno di un anno dopo della sua ascesa al trono, scoppiò la Prima guerra mondiale; Ludovico III inviò immediatamente un messaggio al Kaiser Guglielmo II a Berlino, assicurando il sostegno della Baviera a fianco dell’Impero tedesco. Diversi giorni dopo fece sapere che in caso di vittoria, la Baviera avrebbe preteso l'accesso diretto al mare, conquistando parti del Belgio, fino ad Anversa. Poco dopo il monarca ridusse le sue pretese su alcune zone dell'Alsazia. Non si trattava di un'ambizione personale di Ludovico III, ma della gran parte dei suoi sudditi che lo sostenevano in tali richieste. Re Ludovico non prese parte quasi mai nelle vicende bavaresi della Grande Guerra, opponendosi inoltre alla politica militare di Erich Ludendorff, di fatto Comandante dell'Esercito Imperiale della Germania. Con il protrarsi della guerra, re Ludovico divenne sempre più impopolare. Il 28 gennaio 1918 ci fu una protesta generale contro la guerra in tutta la Baviera, la prima che si verificò. Quando il conflitto mondiale terminò, la rivoluzione tedesca scoppiò in tutto l’Impero, compresa la Baviera, tra il 1918 ed il 1919. Il 12 novembre 1918, Ludwig III emise la dichiarazione Anif (Anifer Erklärung) dal Castello di Anif in Austria, dove si era rifugiato il 7 novembre. Il documento liberò tutti coloro che gli avevano giurato fedeltà, inclusi soldati, funzionari governativi e funzionari pubblici. Ludovico III di Baviera fu deposto il 13 novembre 1918, sotto il Governo repubblicano di Kurt Eisner, ponendo così ufficialmente fine alla monarchia bavarese e con essa il dominio dei Wittelsbach sulla nazione, dopo 738 anni.

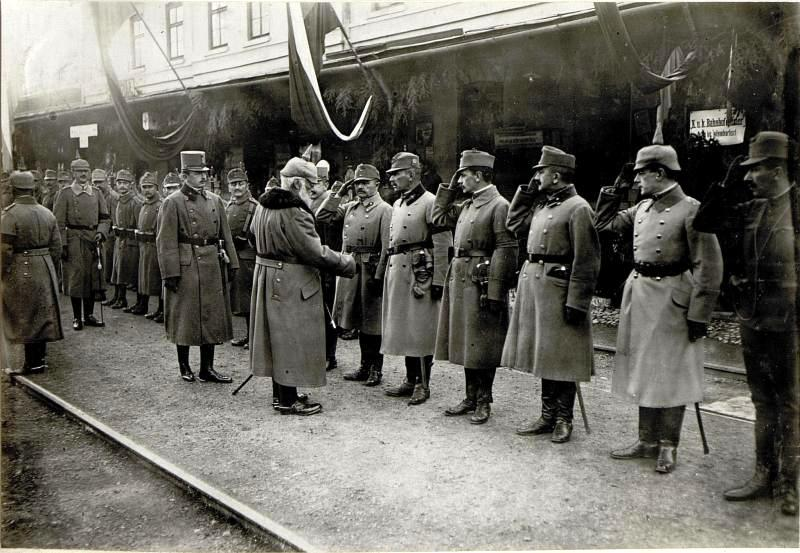
Re Ludovico che ispeziona le truppe.

Ludwig tornò poco dopo in Baviera dove sua moglie, Maria Teresa, morì il 3 febbraio 1919 nel Castello di Wildenwart. Il Premier Eisner fu assassinato e, temendo che potesse diventare l’obiettivo di un contro-assassinio, Ludwig fuggì in Ungheria, trasferendosi in seguito in Liechtenstein e poi in Svizzera. Ritornò in patria nell’aprile 1920 quando sentì che il pericolo immediato era passato, vivendo nella tenuta di Wildenwart. Nel settembre 1921, Ludwig si recò nella sua dimora di Nádasdy, a Sárvár. Ludovico III, ultimo re di Baviera e ultimo sovrano della casa di Wittelsbach, morì in Ungheria il 18 ottobre 1921. Il suo corpo fu riportato a Monaco il 5 novembre 1921 e, nonostante i timori di un movimento per restaurare la monarchia, si tenne un funerale di Stato con circa 100.000 spettatori. Fu sepolto nella Frauenkirche nel centro della città.

## Geografia, regioni amministrative e popolazione

Il Regno di Baviera nel 1858

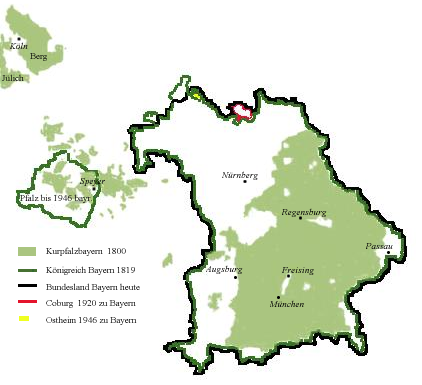
L'Elettorato (1778) e il Regno di Baviera (1816)

Quando Napoleone abolì il Sacro Romano Impero e la Baviera divenne un regno indipendente nel 1806, la sua area fu praticamente raddoppiata. Il Tirolo (1805–1815) ed il Salisburghese (1810–1815) vennero temporaneamente uniti alla Baviera per poi essere uniti all'Austria definitivamente. In cambio, la Baviera ottenne il Palatinato e la Franconia nel 1815 che vennero strappati alla Francia.
Il Regno di Baviera venne diviso dal 1837 in 8 regioni amministrative chiamate Regierungsbezirke.
Le regioni presero essenzialmente i loro nomi dai principali fiumi che vi scorrevano, mantenendo la situazione tale sino a quando nel Ludovico I non volle reintrodurre i vecchi nomi di Alta Baviera, Bassa Baviera, Franconia, Svevia, Alto Palatinato e Palatinato. Egli cambiò anche i suoi titoli regali in Ludovico, Re di Baviera, Duca di Franconia, Duca di Svevia e Conte Palatino del Reno, titoli che vennero mantenuti anche dai suoi successori.
Dopo la guerra austro-prussiana, la Baviera venne costretta a cedere alla Prussia alcuni distretti della Bassa Franconia.

### Statistiche
- Area = 75.865 km² (1900)
- Popolazione = 3 707 966 (1818) — 4 370 977 (1840) — 5 818 544 (1895) — 6 176 057 (1900) — 6 524 372 (1910)
- Regioni (1806–1837):

1. Altmühlkreis (1806-1810 / dissolta)
2. Eisackkreis (1806-1810 / ceduta all'Italia)
3. Etschkreis (1806-1810 / ceduta all'Italia)
4. Illerkreis (1806-1817 / dissolta)
5. Innkreis (1806-1814 / ceduta all'Austria)
6. Isarkreis (1806–1837 / trasformata nell'Alta Baviera)
7. Lechkreis (1806-1810 / dissolta)
8. Mainkreis (1806–1837 / trasformata nell'Alta Franconia)
9. Naabkreis (1806-1810 / dissolta)
10. Oberdonaukreis (1806–1837 / trasformata nella Bassa Baviera)
11. Pegnitzkreis (1806-1810 / dissolta)
12. Regenkreis (1806–1837 / trasformata nell'Alto Palatinato)
13. Rezatkreis (1806–1837 / trasformata nella Media Franconia)
14. Rheinkreis (1815-1837 / trasformata nel Palatinato)
15. Salzachkreis (1810–1815 / ceduta all'Austria)
16. Unterdonaukreis (1806–1837 / trasformata nella Svevia)
17. Untermainkreis (1817-1837 / trasformata nella Bassa Franconia)

- Regioni (1837–1918):

1. Alta Franconia (Oberfranken) (Capitale:Bayreuth); 6.999 km²
2. Media Franconia (Mittelfranken) (Capitale:Ansbach); 7.574 km²
3. Bassa Franconia (Unterfranken) (Capitale:Würzburg); 8.401 km²
4. Svevia (Schwaben) (Capitale:Augusta); 9.819 km²
5. Palatinato (Pfalz) (Capitale:Spira); 5.928 km²
6. Alto Palatinato (Oberpfalz) (Capitale:Ratisbona); 9.662 km²
7. Alta Baviera (Oberbayern) (Capitale:Monaco di Baviera); 16.725 km²
8. Bassa Baviera (Niederbayern) (Capitale:Landshut); 10.757 km²

## Sovrani di Baviera
| Nome                       | Ritratto | Data di nascita  | Regno           | Regno            | Matrimoni                                                       | Note                                                            |
| Nome                       | Ritratto | Data di nascita  | Inizio          | Fine             | Matrimoni                                                       | Note                                                            |
| -------------------------- | -------- | ---------------- | --------------- | ---------------- | --------------------------------------------------------------- | --------------------------------------------------------------- |
| Massimiliano I Giuseppe    |          | 27 maggio 1756   | 1° gennaio 1806 | 13 ottobre 1825  | (1) Augusta Guglielmina d'Assia-Darmstadt (2) Carolina di Baden | Succeduto come Elettore di Baviera a Carlo Teodoro              |
| Ludovico I                 |          | 25 agosto 1786   | 13 ottobre 1825 | 20 marzo 1848    | Teresa di Sassonia-Hildburghausen                               | Abdicò nel marzo 1848 a seguito di uno scandalo ed una crisi    |
| Massimiliano II (Giuseppe) |          | 28 novembre 1811 | 20 marzo 1848   | 10 marzo 1864    | Maria di Prussia                                                | Figlio di Ludovico I e padre dei sovrani Ludovico II e Ottone I |
| Ludovico II                |          | 25 agosto 1845   | 10 marzo 1864   | 13 giugno 1886   | no matrimonio                                                   | Figlio di Massimiliano II di Baviera, fu dichiarato pazzo       |
| Ottone I                   |          | 27 aprile 1848   | 13 giugno 1886  | 5 novembre 1913  | no matrimonio                                                   | Fu affiancato da una reggenza, guidata dallo zio Luitpold       |
| Ludovico III               |          | 7 gennaio 1845   | 5 novembre 1913 | 13 novembre 1918 | Maria Teresa Enrichetta d'Austria-Este                          | Figlia di Luitpold, fu principe reggente e poi sovrano          |

### Reggenza (1886 - 1913)
| Nome         | Ritratto | Data di nascita | Regno            | Regno            | Matrimoni                              | Note                                                           |
| Nome         | Ritratto | Data di nascita | Inizio           | Fine             | Matrimoni                              | Note                                                           |
| ------------ | -------- | --------------- | ---------------- | ---------------- | -------------------------------------- | -------------------------------------------------------------- |
| Luitpold     |          | 12 marzo 1821   | 10 giugno 1886   | 12 dicembre 1912 | Augusta Ferdinanda d'Asburgo-Lorena    | Figlio di re Ludovico I di Baviera e reggente dal 1886 al 1912 |
| Ludovico III |          | 7 gennaio 1845  | 12 dicembre 1912 | 5 novembre 1913  | Maria Teresa Enrichetta d'Austria-Este | Figlia di Luitpold, si proclamò sovrano di Baviera nel 1913    |